# Frontera interalemana

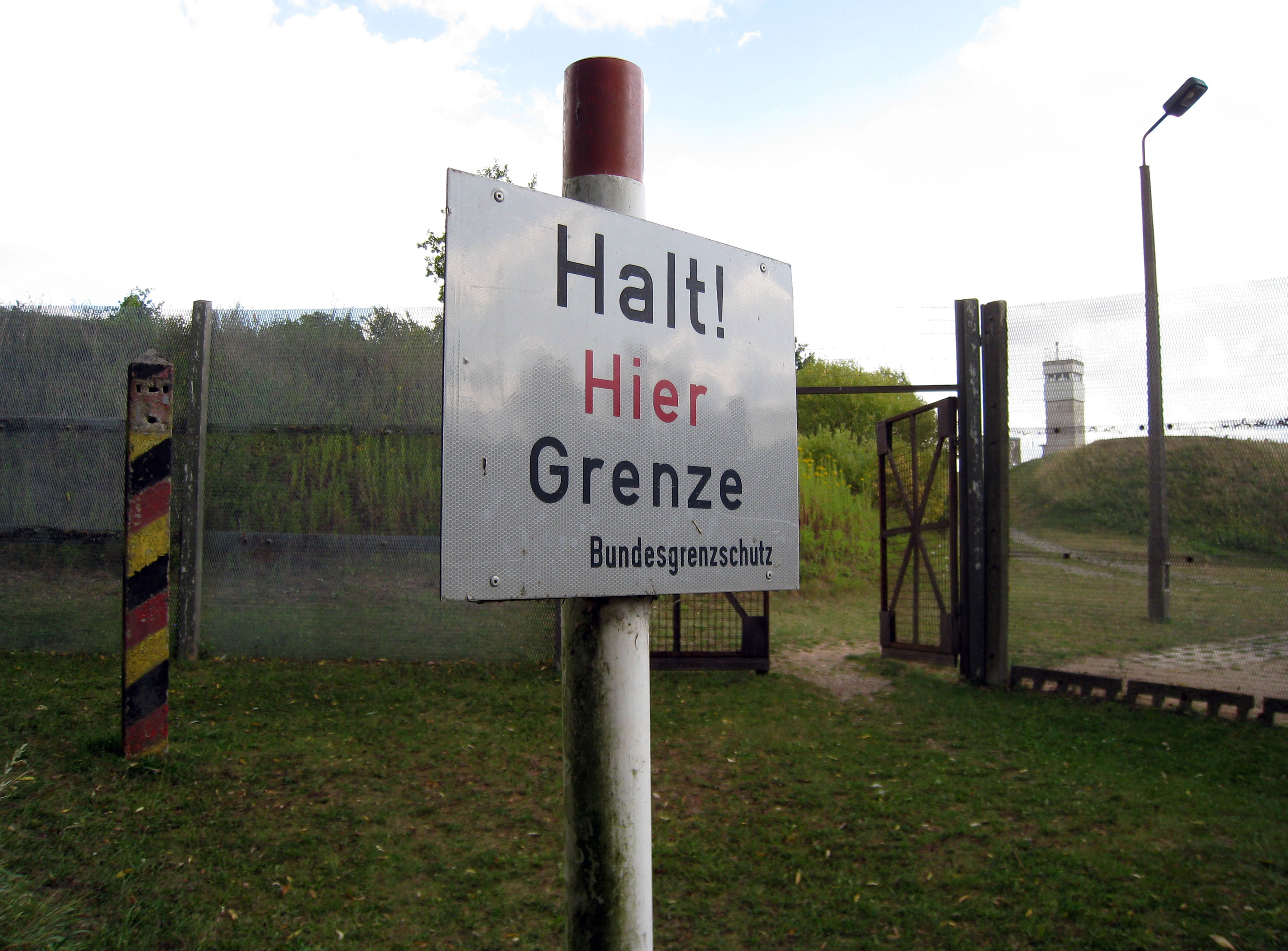
Señal de aviso de la frontera del lado de Alemania Occidental e instalaciones de Alemania Oriental en Schlagsdorf.

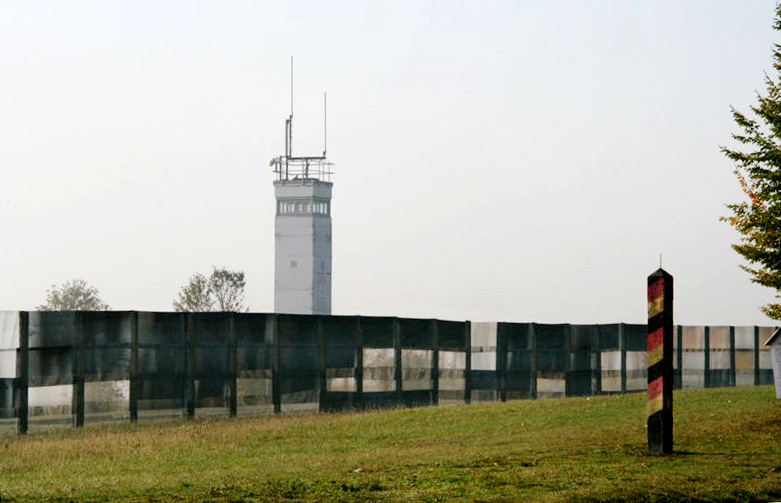
Vista lateral de una sección de la frontera localizada en Checkpoint Alpha, entre Rasdorf y Geisa.

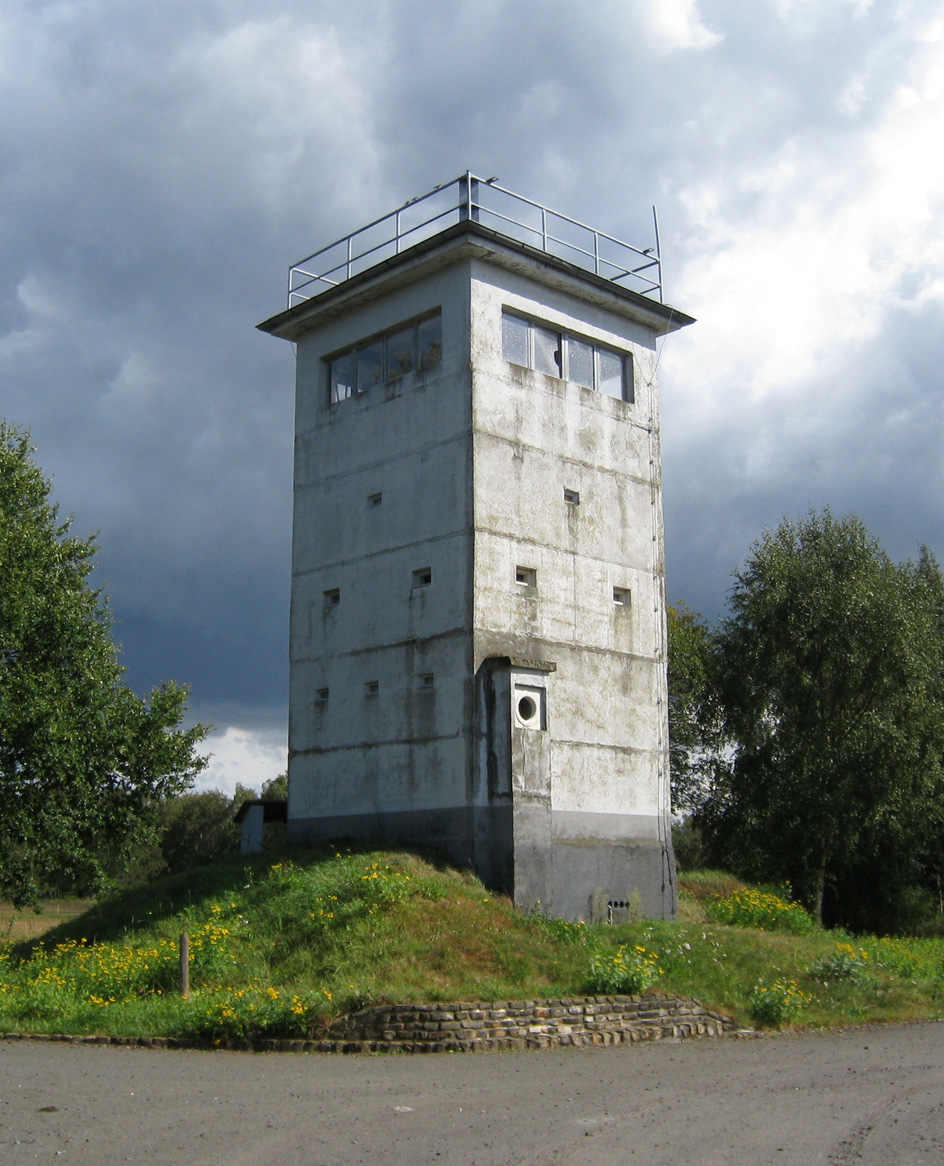
Un Führungsstelle o Kommandoturm, fue una torre de observación usada como centro de comando durante el tiempo en que la Frontera interalemana ejercía mayor impacto en la sociedad germana.

La frontera interalemana (en alemán, Innerdeutsche Grenze, Deutsch-Deutsche Grenze, o informalmente Zonengrenze) fue un extenso sistema de fortificaciones que recorría los 1382 km de frontera terrestre entre Alemania Oriental (República Democrática Alemana o RDA) y Alemania Occidental (República Federal de Alemania o RFA), que se extendía desde el Mar Báltico a Checoslovaquia.
La frontera se estableció el 1 de julio de 1945 separando a la Alemania ocupada por los aliados y la Zona de ocupación soviética. Junto a ella, más de un millón de soldados de la OTAN y el Pacto de Varsovia esperaban una posible acción de guerra.
Entre 1952 y 1990, durante la Guerra Fría, el sistema de la frontera fue utilizado por el gobierno de Alemania Oriental para impedir invasiones de la OTAN, acciones desestabilizadoras de occidente y que sus ciudadanos huyeran a Alemania Occidental. Estaba formado por vallas, muros, alambradas, campos minados, zanjas y otros obstáculos, era patrullado por cerca de 50.000 soldados en el este de Alemania, con órdenes de disparar y matar (el famoso Schießbefehl u "Orden 101"), con la ayuda de perros guardianes, alarmas, torres eléctricas y los sistemas de vigilancia, armas automáticas, frente a decenas de miles de tropas de la Alemania Occidental, los Estados Unidos y Reino Unido. Alrededor de 140 personas murieron tratando de cruzar la frontera durante sus 45 años de existencia. La frontera causó enormes cambios en la economía y en la sociedad alemana.
El Muro de Berlín, que separó desde 1961 hasta 1989 Berlín Oriental de Berlín Occidental, era la parte más famosa del sistema, pero ni siquiera abarcaba el 10 % total de la frontera, que se convirtió en la más militarizada de toda Europa, y una de las más militarizadas del mundo. Era una manifestación literal de la famosa metáfora de Winston Churchill en 1946: "Una cortina de hierro desciende a través del continente". De esta manera, la frontera se convirtió más que en una simple línea de defensa: sus fortificaciones evitaban que civiles de la República Democrática Alemana escapasen hacia la parte occidental. De la misma forma, era algo más que una simple frontera, pues marcaba la división de Europa en dos campos rivales, tanto políticamente (Democracia liberal capitalista, contra un estado comunista), como económicamente (la CEE contra el Comecon), y militarmente (la OTAN contra el Pacto de Varsovia). Así esta frontera se convirtió definitivamente en uno de los principales símbolos de la Guerra Fría. El 9 de noviembre de 1989 el gobierno de Alemania Oriental decretó la apertura del Muro de Berlín y de la frontera interalemana, que había permanecido cerrada salvo contadas excepciones durante 28 años. En los días siguientes, millones de alemanes orientales entraron en la Alemania Occidental. Miles de personas decidieron mudarse al Occidente a principios de 1990, a medida que cada vez menos restricciones eran impuestas, y que los vínculos rotos entre ambos gobiernos se restablecían. Las formalidades del control fronterizo se convirtieron en algo más que una curiosidad histórica. El 1 de julio de 1990, la República Federal de Alemania y la República Democrática de Alemania acordaban, con motivo de los 45 años de su fundación, la suspensión de los controles fronterizos entre ellas, y el 3 de octubre de 1990, con motivo de la reunificación alemana, se abolía definitivamente la frontera.
Poco queda de las fortificaciones de la frontera. Su ruta ha sido declarada parte del "Anillo Verde Europeo" que une los parques nacionales y reservas naturales a lo largo del antiguo "Telón de Acero" desde el círculo polar ártico hasta el Mar Negro. Algunos museos y monumentos a lo largo de la frontera recuerdan el momento de la división de Alemania y, en ciertos lugares se conservan elementos de las fortificaciones.

## Historia

### Orígenes de la frontera

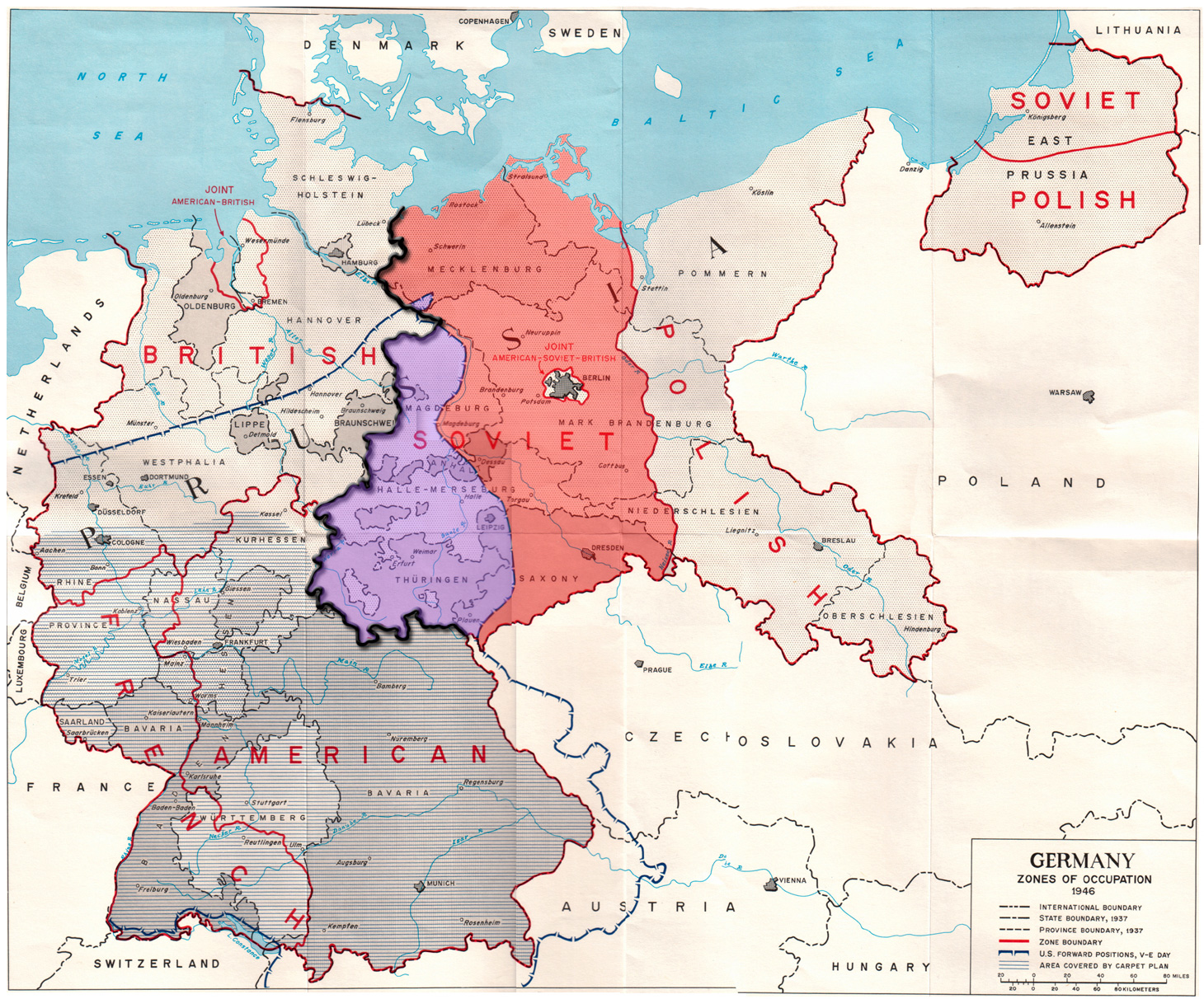
Las zonas de ocupación por parte de los Aliados en Alemania tras la guerra, con una zona soviética (rojo), la frontera interalemana (línea negra) y la zona a partir de la cual los británicos y los estadounidenses se retiraron en julio de 1945 (púrpura). Los límites provinciales pertenecían a la República de Weimar.

La frontera interalemana tuvo su origen en los planes de los Aliados de dividir a la derrotada Alemania en zonas de ocupación. Las fronteras entre las zonas fueron diseñadas a lo largo de los antiguos límites territoriales de los estados y de las provincias alemanas del siglo XIX que habían desaparecido con la Unificación de Alemania en 1871. Se acordó crear tres zonas, cada una cubriría cerca de un tercio del territorio alemán: una zona de ocupación británica al noroeste, una zona de ocupación estadounidense al sur y una zona de ocupación soviética al este. A Francia se le concedió más tarde un territorio (según el Plan Monnet) en el extremo occidental de Alemania, retirada de las zonas británica y americana.
Hasta 1945 las fronteras de los estados eran apenas fronteras administrativas sin formalidades para el cruce entre estados. Esto cambió con el establecimiento de la ocupación, ya que aunque los alemanes podían viajar de una zona a otra, las fronteras de las zonas aún no estaban claramente definidas.
La división de Alemania entró en vigor el 1 de julio de 1945. A causa de un inesperado pero rápido avance de los Aliados en Alemania central en las semanas finales de la guerra, las tropas británicas y americanas ocuparon gran parte del territorio que había sido asignado a la zona de ocupación soviética. La redisposición de las tropas de las naciones occidentales hizo que muchos alemanes escaparan hacia el oeste de su país tras la toma de los soviéticos de su zona de ocupación.
Los aliados inicialmente trabajaron juntos bajo los auspicios del llamado Consejo de Control Aliado (ACC). El plan original de los Aliados, que consistía en gobernar a Alemania como una sola unidad, llegó a estar en riesgo en 1945-1947 con el crecimiento de la Guerra Fría y de las tensiones entre el mundo occidental y la Unión Soviética, y nunca se implementó completamente. La cooperación entre los Aliados occidentales y los soviéticos, acabaría por deshacerse a causa de los desacuerdos en relación con el futuro político y económico de Alemania. En consecuencia, la parte occidental y la zona de ocupación soviética siguieron separadas. En mayo de 1949, las tres zonas de ocupación de occidente se unieron para formar la República Federal de Alemania (RFA) o Alemania Occidental, con un gobierno electo libre y popularmente. La zona soviética se volvió la República Democrática Alemana (RDA) o Alemania Oriental, su gobierno fue uno comunista, y se fundó en octubre del mismo año.

### 1945-52: La «frontera verde»
En los primeros días de la invasión, los Aliados controlaban el tráfico entre las zonas para gestionar el flujo de refugiados y evitar la fuga de ex-oficiales nazis y oficiales de inteligencia. Estos controles fueron levantados primeramente en las zonas occidentales (entre Alemania Occidental y la Europa Occidental), pero se reforzaron entre las zonas occidentales y soviéticas en 1946 (entre las dos Alemanias) para detener un flujo económico y de refugiados políticos desde la zona soviética. Entre octubre de 1945 y junio de 1946, 1.6 millones de alemanes salieron de la zona soviética hacia el oeste.
La frontera interzonal de este-oeste se volvió cada vez más tensa conforme la relación entre los Aliados Occidentales y los soviéticos se deterioraba. A partir de septiembre de 1947, un régimen cada vez más estricto se impuso en la frontera oriental de la zona soviética. Se aumentó el número de soldados soviéticos en la frontera y se complementó con guardias fronterizos de reciente creación en Alemania Oriental, Volkspolizei ("Policía del Pueblo"). Muchos puntos de cruce no oficiales fueron bloqueados con zanjas y barricadas. Los alemanes occidentales también intensificaron la seguridad con la creación en 1952 de la Fuerza Federal de Protección de Fronteras con 20,000 hombres (el Bundesgrenzschutz o BGS); sin embargo, las tropas Aliadas (los británicos en el norte, los estadounidenses en el sur) conservaron la responsabilidad de la seguridad militar en la frontera.
La línea divisoria, no obstante, seguía siendo bastante fácil de cruzar. Los habitantes locales fueron capaces de mantener los campos en el otro lado, o incluso a vivir en un lado y trabajar en el otro. Los refugiados fueron capaces de cruzar clandestinamente o sobornar a los guardias, y el contrabando de mercancías en ambas direcciones era moneda corriente. El flujo de emigrantes siguió siendo grande a pesar del aumento en las medidas de seguridad de Alemania Oriental: 675,000 personas huyeron a Alemania Occidental entre 1949 y 1952.
| Dos personas que se destacan ambos lados de la frontera bajaron poste en un camino de tierra con una muestra en primer plano |
| La frontera antes de la fortificación: barrera inter-zonal cerca de Asbach en Turingia, 1950                                 |

| La ladera con varias alambradas que corre paralela a la otra, con árboles frutales, un granero y una torre de vigilancia en el fondo. |
| Frontera Interalemana en Priwall (Costa del Mar Báltico), julio de 1961                                                               |

| |
| La frontera recién fortalecida en 1962 con cerca de alambre de púas, campos minados y torres de vigilancia |

### 1952-67: El «régimen especial»
La relativa apertura de la frontera terminó abruptamente el 26 de mayo de 1952, cuando la RDA implementó un "régimen especial en la línea de demarcación", justificado como una medida para impedir la entrada de "espías, saboteadores, terroristas y contrabandistas". La acción de Alemania Oriental fue tomada para limitar el continuo éxodo de sus ciudadanos, que amenazaban la viabilidad económica de la RDA.
Una zona arada de 10 m de ancho fue creada a lo largo de toda la Frontera interalemana. Una contigua "franja de protección" (Schutzstreifen) de 500 m de ancho fue colocada bajo un estricto control. Una "zona restringida" (Sperrzone) de 5 kilómetros de ancho se creó de modo que allí solo los poseedores de un permiso especial podrían vivir o trabajar. Árboles y arbustos se cortaron a lo largo de la frontera para despejar las líneas de visión de los guardias y eliminar la cobertura de aquellos que deseaban cruzar. Las casas adyacentes a la frontera fueron derribadas, los puentes fueron cerrados y cercas de alambre de púas fueron puestas en muchos lugares. A los agricultores se les permitió trabajar sus campos a lo largo de la frontera, solo a la luz del día y bajo la vigilancia de guardias armados, que estaban autorizados a usar armas si sus órdenes no eran obedecidas.
Las comunidades fronterizas de ambos lados sufrieron una perturbación muy fuerte. Las granjas, minas de carbón e incluso casas fueron divididos en dos por el cierre repentino de la frontera. Más de 8300 civiles de Alemania Oriental que vivían a lo largo de la frontera fueron reasentados por la fuerza en un programa llamado  "Operación Alimaña" (Aktion Ungeziefer). Otros 3000 residentes, conscientes de que estaban a punto de ser expulsados de sus hogares, huyeron al Occidente. El cierre se amplió en julio de 1962, cuando la RDA declaró toda su costa báltica una zona fronteriza sujeta a cierres y restricciones.
La frontera entre Berlín Oriental y Occidental también se reforzó de manera significativa, aunque no fue totalmente cerrada; los alemanes orientales eran todavía capaces de cruzar a Berlín Occidental, que luego se convertiría en la vía principal por donde los alemanes orientales emigraron al Occidente. Entre 1949 y la construcción del muro de Berlín en 1961, se estima que 3,5 millones de alemanes orientales —un sexto de toda la población— emigró hacia el Occidente, la mayoría a través de Berlín. Los ferrocarriles entre Berlín Oriental y otras partes importantes de Alemania Oriental pasaban por Berlín occidental, por lo que una manera fácil de ir a Berlín Occidental era usar un tren de este tipo. Esta configuración de tren no pudo ser modificada fácilmente, pero un nuevo ferrocarril de 125 kilómetros de largo fue construido alrededor de Berlín Occidental. Tras la finalización del anillo exterior de Berlín en 1961, el sellado de la frontera alemana oriental con Berlín Occidental se hizo más factible, y en última instancia se convirtió en una realidad en agosto de ese año, con la construcción del Muro de Berlín.

### 1967-89: La «frontera moderna»

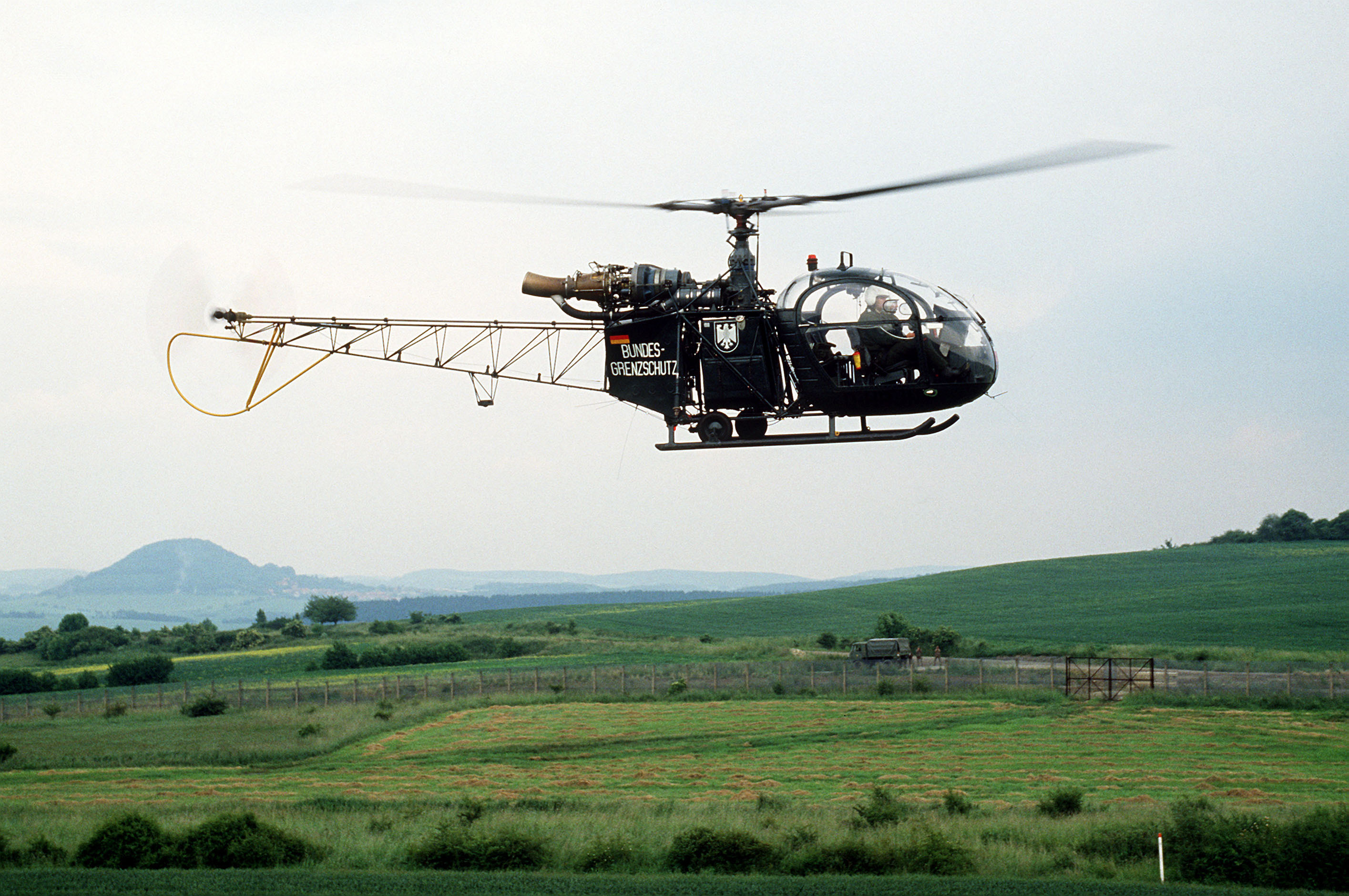
Un helicóptero Bundesgrenzschutz Alouette II, patrulla el lado de Alemania Occidental de la frontera interalemana, 1985

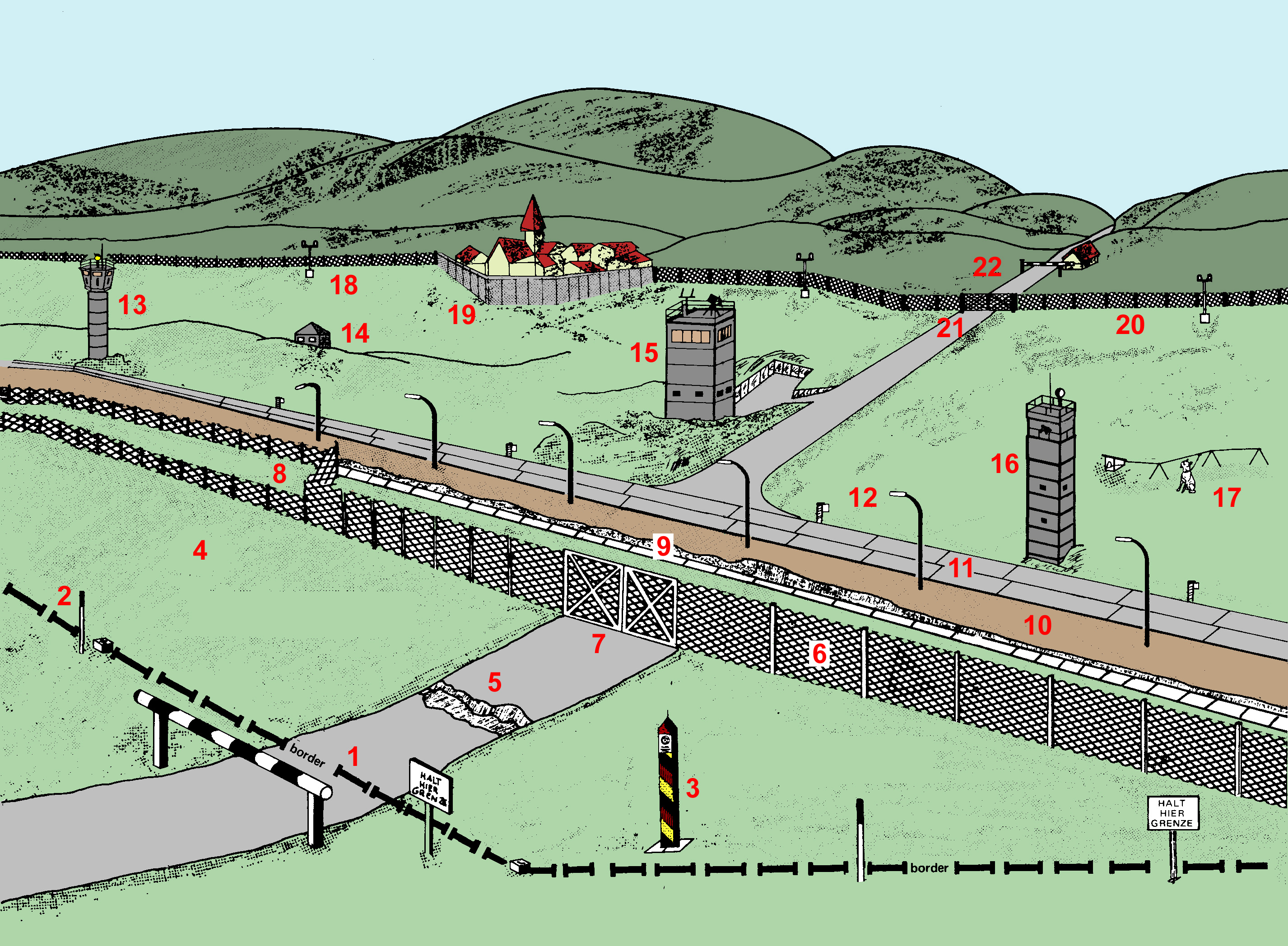
Diagrama anotado de la tercera generación del sistema de vigilancia de la frontera interalemana, c. 1984

La RDA decidió actualizar las fortificaciones de finales de los 60's para establecer una "frontera moderna", que sería mucho más difícil de cruzar. Las cercas alambradas fueron reemplazadas por barreras de metal que eran más difíciles de escalar y más amplias; minas antipersonales de fragmentación direccional y zanjas anti-vehículos bloquearon la circulación de personas y vehículos; cables trampa y señales eléctricas ayudaron a los guardias a detectar fugitivos; patrullas de caminos para todo tipo de clima permitieron el acceso rápido a cualquier punto a lo largo de la frontera; y torres de guardia hechas de madera fueron sustituidas por torres de hormigón prefabricadas y búnkeres de observación.
La construcción del nuevo sistema de frontera comenzó en septiembre de 1967. Casi 1300 kilómetros de nuevas cercas fueron construidos, por lo general más atrás de la línea geográfica de las viejas cercas de alambre de púas. El programa de actualización continuó hasta bien entrada la década de 1980. El nuevo sistema inmediatamente redujo el número de escapes exitosos de alrededor de 1000 personas al año a mediados de la década de 1960 a solo 120 por año, una década más tarde.
La introducción de la Ostpolitik ("Política del Este") del canciller de Alemania Occidental Willy Brandt, al final de la década de 1960 redujo tensiones entre los dos estados alemanes. Esto condujo a una serie de tratados y acuerdos a inicios de la década de 1970, siendo el más importante un tratado en el que ambas Alemanias reconocían la soberanía de cada uno y se apoyaban mutuamente en sus aplicaciones para ser miembros de la ONU, aunque los alemanes orientales que salían para el Occidente conservaron el derecho a reclamar un pasaporte de Alemania Occidental. La Reunificación siguió siendo un objetivo teórico de Alemania Occidental, pero en la práctica esto fue hecho a un lado por el Oeste y abandonado en su totalidad por el Este. Se establecieron nuevos puntos de cruce y en Alemania Oriental los reglamentos de cruce fueron ligeramente relajados, aunque las fortificaciones permanecieron tan rigurosas como siempre.
En 1988, los dirigentes de la RDA examinaron las propuestas para sustituir las fortificaciones invasivas y costosas por un sistema de alta tecnología con nombre en código Grenze 2000. Basándose en la tecnología utilizada por el ejército soviético durante la Guerra Afgano-Soviética, se hubieran sustituido las cercas con sensores y detectores. Sin embargo, el plan nunca fue implementado.

## Impacto económico y social

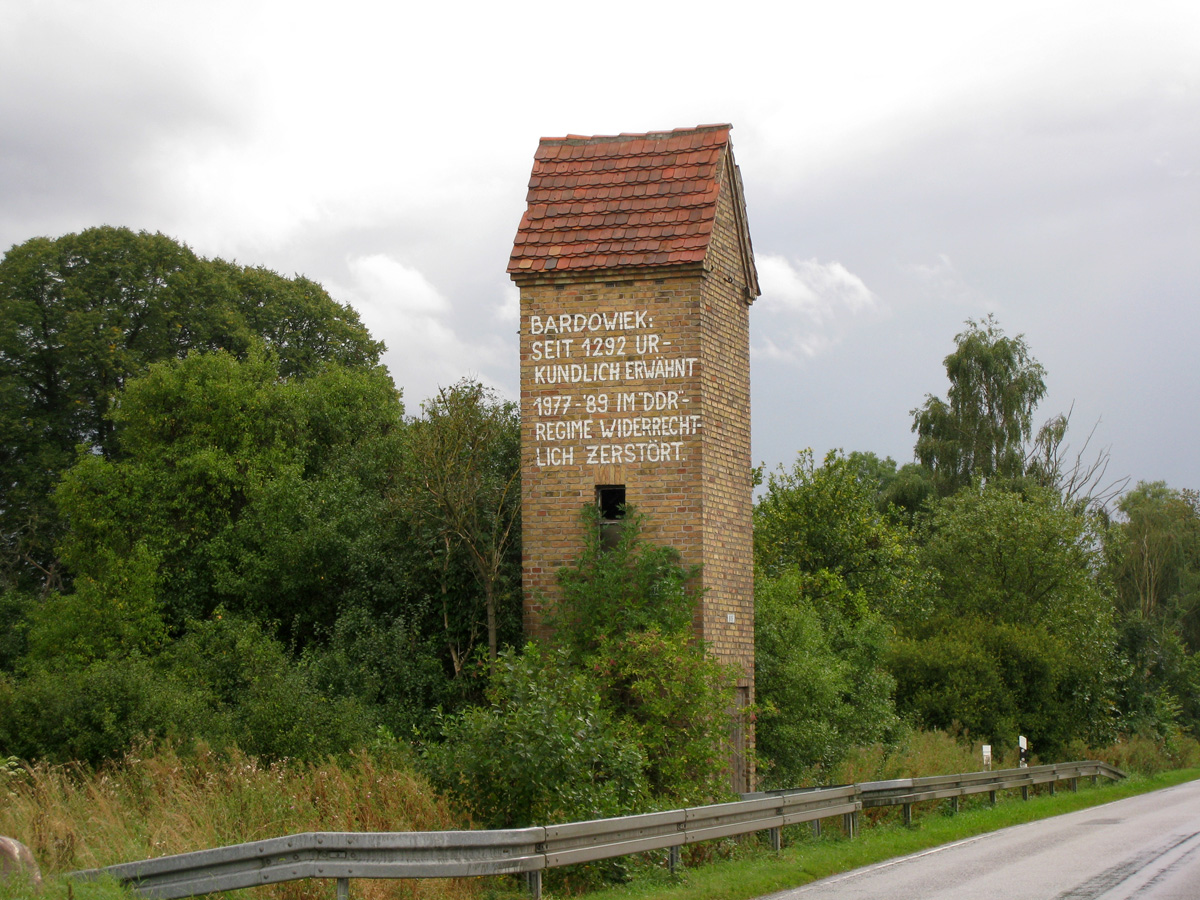
Todos los restos de la aldea fronteriza germano-oriental de Bardowiek, arrasada en la década de 1970. La inscripción en la solitaria torre transformadora dice: "Bardowiek: mencionada en los registros históricos desde 1292, destruida ilegalmente entre 1977 y 1989 durante el régimen de la "RDA".

El cierre de la frontera tuvo un sustancial impacto económico y social en ambas alemanias. Los enlaces de transporte transfronterizos se cortaron en gran medida; 10 líneas ferroviarias principales, 24 líneas secundarias, 23 autobahns o carreteras nacionales, 140 carreteras regionales y miles de pequeñas carreteras, caminos y vías fluviales fueron bloqueadas o de otra manera interrumpidas. El nivel más severo de cierre se produjo en 1966, momento en el cual solo seis líneas de ferrocarril, tres autopistas, una carretera regional y dos vías fluviales se dejaron abiertas. Cuando la relación entre los dos estados se facilitó en la década de 1970, la RDA acordó abrir más puntos de cruce a cambio de ayuda económica. Las comunicaciones telefónicas y de correo operaban durante la Guerra Fría, sin embargo paquetes y cartas eran abiertas de forma rutinaria y las llamadas telefónicas eran monitoreadas por la policía secreta de Alemania Oriental.
El impacto económico de la frontera fue duro. Muchas ciudades y pueblos fueron separados de sus mercados y zonas de influencia económica, lo que provocó que las zonas cercanas a la frontera entraran en un declive económico y demográfico. Los dos estados alemanes respondieron al problema de diferentes maneras. Alemania Occidental dio subsidios sustanciales a las comunidades bajo el marco del programa "Ayuda a las regiones de la frontera", una iniciativa que comenzó en 1971 para salvarlas del declive total. La infraestructura y los negocios a lo largo de la frontera se beneficiaron de las sustanciales inversiones estatales.
Las comunidades de Alemania Oriental tuvieron una situación mucho más difícil, porque el país era pobre y su gobierno impuso restricciones severas sobre ellos. La región fronteriza se despobló progresivamente a través del despeje de numerosos pueblos y la reubicación forzosa de sus habitantes. Las ciudades fronterizas sufrieron restricciones de construcción draconianas: a los habitantes se les prohibió la construcción de nuevas casas e incluso la reparación de los edificios existentes, haciendo que la infraestructura decayera. El Estado hizo muy poco, solo proporcionar un complemento de los ingresos del 15 % de los que vivían en la Sperrzone" y "Schutzstreifen; pero esto no detuvo la contracción de la población fronteriza, ya que los jóvenes se trasladaron a otra parte para encontrar empleo y mejores condiciones de vida.
La RDA afrontó un enorme costo económico para la creación de su zona fronteriza, y la construcción y el mantenimiento de sus fortificaciones. La zona conformada por alrededor de 6,900 kilómetros cuadrados —más del seis por ciento del territorio de Alemania Oriental—, en el que la actividad económica se vio seriamente reducida o cesado por completo. El costo real del sistema fronterizo fue un secreto muy bien guardado, e incluso en la actualidad no se sabe exactamente cuánto fue el costo de construcción y mantenimiento. Cada torre de vigilancia BT-9 costaba alrededor de 65.000 marcos de Alemania Oriental para su construcción, y la expansión de las vallas metálicas cuestó alrededor de 151.800 marcos por kilómetro. La implementación de la "Frontera Moderna" en la década de 1970 dio lugar a un aumento importante de costos de personal. El gasto anual total de las tropas fronterizas de la RDA aumentó de 600 millones de marcos al año en 1970, a cerca de 1000 millones para 1983. A principios de 1989, los economistas de Alemania Oriental calcularon que el costo de cada arresto era equivalente a 2.1 millones de marcos, tres veces el "valor" promedio estatal de cada persona empleada.

## Puntos de vista acerca de la frontera

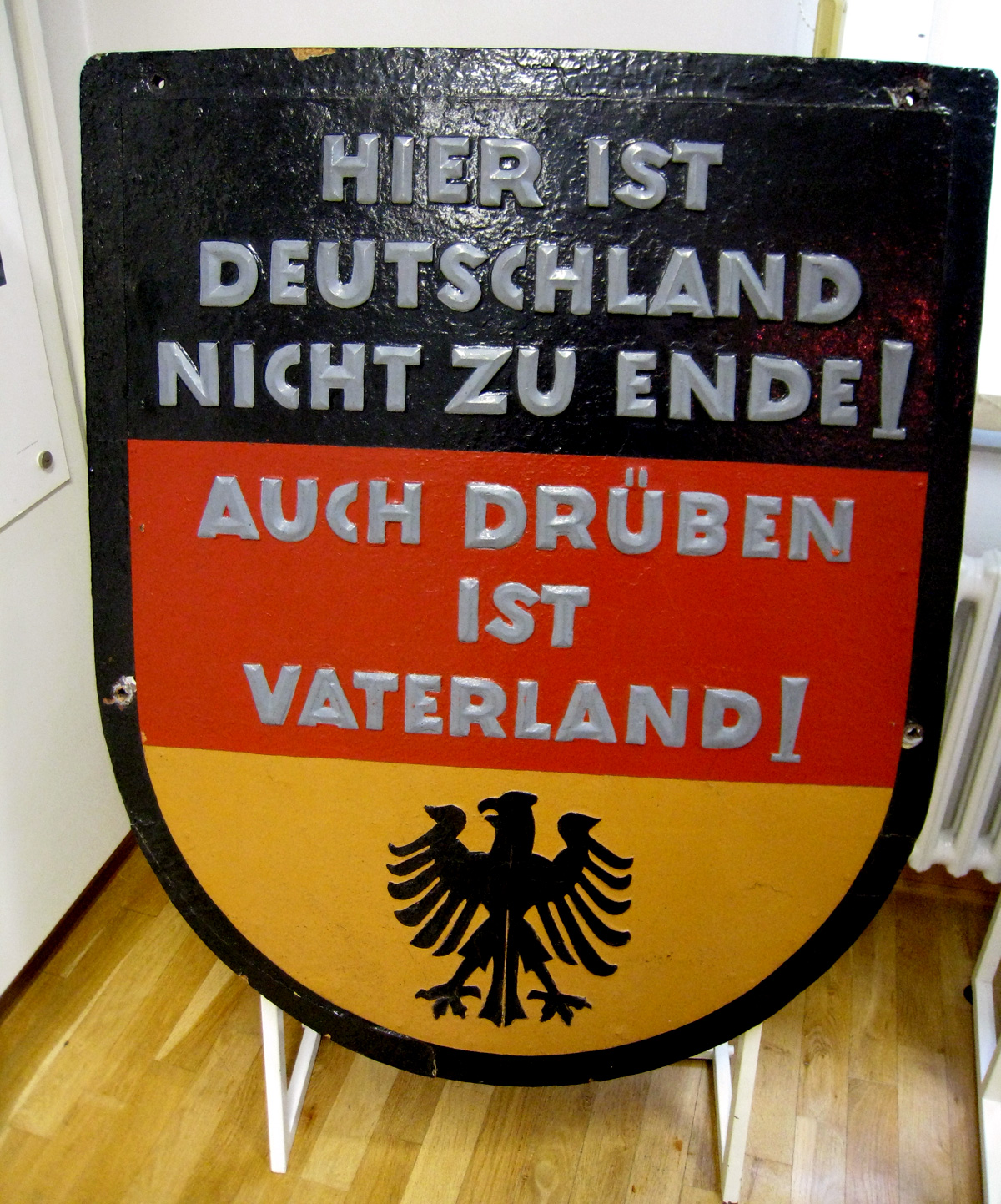
Señal de Alemania Occidental en la frontera. Traducción: "Alemania no termina aquí, la patria está allí también!"

Los dos gobiernos alemanes promovieron puntos de vista muy diferentes de la frontera. La RDA la veía como la frontera internacional de un Estado soberano y una muralla defensiva contra la agresión occidental. En Grenzer ("Guardia fronterizo"), una película de propaganda del ejército alemán oriental filmada en 1981, las tropas y tanques de la OTAN y Alemania Occidental fueron representados como militares despiadados que avanzaban hacia Alemania Oriental. Las tropas fronterizas entrevistadas en la película describieron lo que vieron como la legitimidad de su causa y la amenaza de los agentes occidentales, espías y provocadores. Sus colegas asesinados en la frontera fueron aclamados como héroes y niños de escuelas en Berlín Oriental fueron mostrados saludando durante sus servicios funerarios.
Sin embargo, folletos de propaganda de Alemania Occidental se referían a la frontera como simplemente la "línea de demarcación de la zona de ocupación soviética", y hacía hincapié en la crueldad y la injusticia de la división de Alemania. Señales a lo largo del lado de Alemania Occidental de la frontera declaraban "Hier ist Deutschland nicht zu Ende - Auch ist drüben Vaterland "! ("Alemania no termina aquí: ¡la Patria está allá también!").
Mientras que la RDA mantuvo a sus civiles lejos de la frontera, los alemanes occidentales alentaban activamente el turismo, y los lugares donde la frontera era especialmente invasiva se convirtieron en atracciones turísticas. Un ejemplo fue la aldea dividida de Mödlareuth en Baviera. Associated Press informó en 1976 que "los turistas occidentales, de un autobús lleno, salieron a tomarse fotos con el trasfondo de la última ciudad Comunista amurallada [y], el fuerte de hormigón y ranuras de bunker que sobresalían de la colina verde donde las vacas de un colectivo pastaban".
En Zimmerau (Baviera), una torre de observación (el Bayernturm) de 38 metros fue construida en 1966 para dar a los visitantes una vista través de las colinas hacia Alemania Oriental. Los habitantes del pueblo germano-oriental de Kella, se convirtieron en una atracción turística para los occidentales en los años 1970 y los 1980. Un mirador, la "Ventana de Kella", fue establecido cerca de una colina en donde los turistas podían mirar a través de la frontera con binoculares y telescopios. Para la diversión de muchos, una playa nudista se abrió en el lado occidental en 1975 inmediatamente adyacente al final de la frontera cerca del puerto Báltico de Travemünde. Los visitantes a menudo buscaban tener una fotografía desnuda debajo de una torre de vigilancia de Alemania Oriental que estaba cerca; los alemanes occidentales señalaron "un mayor movimiento en esa torre desde la apertura de la playa nudista".

## Fortificaciones de la frontera interalemana

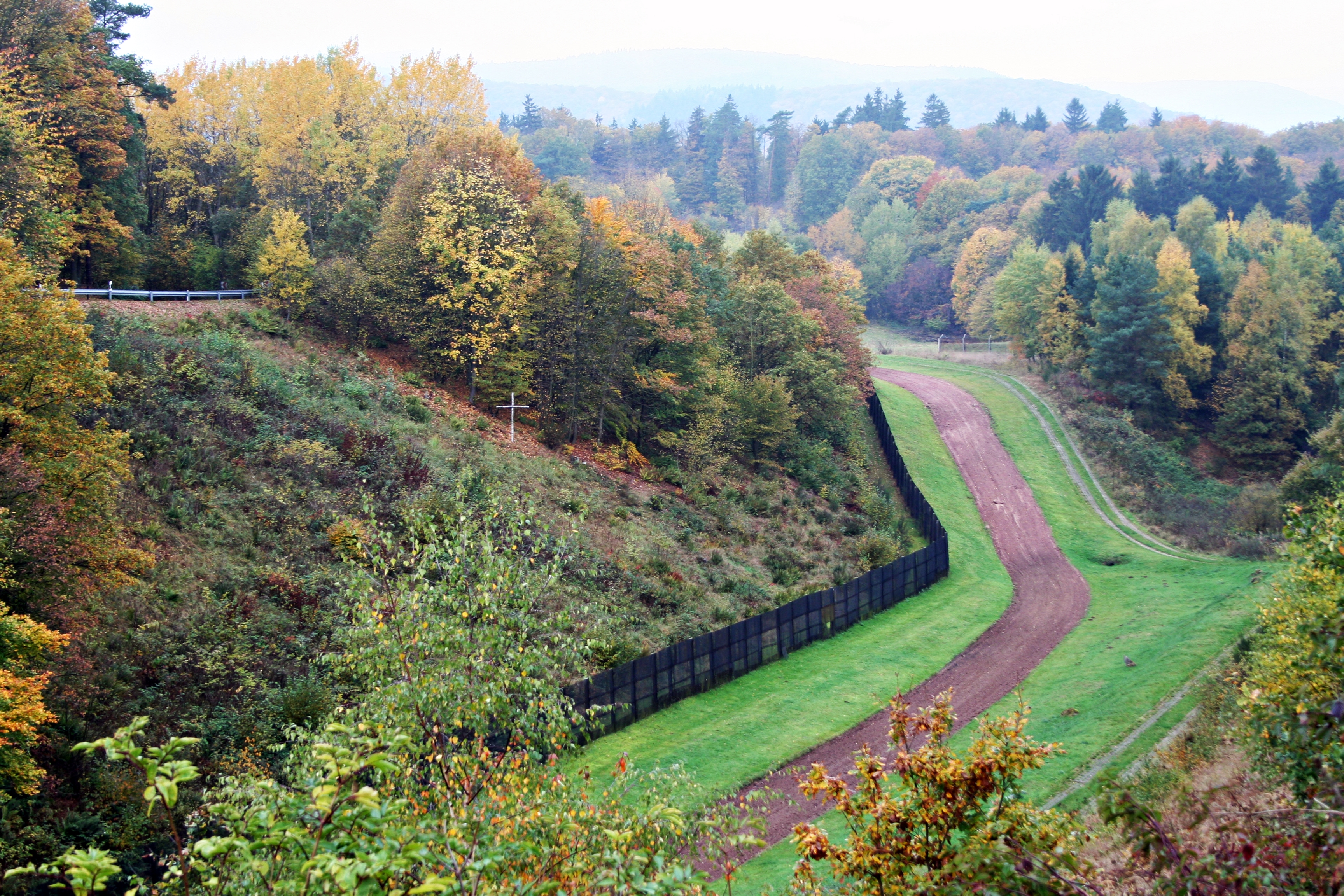
Parte conservada de la frontera entre Turingia y Hesse

El lado oriental de la frontera era dominado por un complejo sistema de fortificaciones y zonas de seguridad, de más de 1300 kilómetros de largo y varios kilómetros de profundidad. Las fortificaciones se establecieron en 1952 y alcanzaron un máximo de complejidad y letalidad a inicios de la década de 1980. Los guardias fronterizos que se refierían a la parte frontal de la frontera a la RDA como lado freundwärts (literalmente "campo amigo") y frente a la RFA como lado feindwärts ("campo enemigo").

### Zona restringida
Cuando una persona intentaba cruzar ilegalmente la Frontera interalemana por 1980, viajando del este a oeste, en primer lugar se podía encontrar con la "zona restringida" (Sperrzone). Ésta tenía unos 5 kilómetros de ancho que corría paralela a la frontera, la cual tenía un acceso fuertemente restringido. Sus habitantes solo podían entrar y salir mediante permisos especiales, no estaban autorizados a entrar en otras aldeas dentro de la zona, y estaban sometidos a toques de queda nocturnos. No estaba cercada, pero sus vías de acceso estaban bloqueadas por puestos de control.
En el lado opuesto de la Sperrzone se encontraba la señal de la cerca (Signalzaun), una cerca de metal expandida continua por 1185 kilómetros de largo y 2 metros de alto. La cerca tenía hebras de alambre de púas, electrificadas con voltaje de baja tensión. Cuando el alambre era tocado o cortado, una alarma se activaba para alertar a guardias cercanos.

### Franja protectora
Al otro lado de la señal de la cerca yacía la fuertemente custodiada "franja de protección" (Schutzstreifen), de 500 a 1000 metros de ancho, que lindaba con la frontera misma. Era supervisada por guardias estacionados en torres de vigilancia construidas a intervalos regulares a lo largo de la frontera. Cerca de 700 torres de vigilancia se habían construido en 1989; cada una de las más grandes estaba equipada con un potente reflector giratorio de 1000 vatios (Suchscheinwerfer) y con puertos de disparo para permitir a los guardias a abrir fuego sin tener que salir a de la torre. Sus entradas siempre se colocaban mirando hacia el lado de Alemania Oriental, por lo que los observadores en Occidente no podían ver guardias entrar o salir. Alrededor de 1000 búnkeres de observación (cada uno con capacidad para 2 hombres) también fueron instalados a lo largo de la frontera.
| La torre blanca de altura de pie cerca de las casas y un granero; su base está formada por una columna redonda delgada, en la parte superior de las cuales es una cabina octogonal con ventanas-top colgado enfrentan en todas las direcciones; hay un foco de búsqueda en la parte superior de las torres de techo plano, y la barandilla alrededor del borde exterior del techo. |
| La torre de vigilancia BT-11 (Beobachtungsturm-11), una torre de observación de 11 metros de alto, introducida en 1969. La parte alta de la torre era inestable y propensa a colapsar. |

| La torre cuadrada de color grisáceo en un prado, con árboles en el fondo. Solo la sección superior tiene ventanas; hay un reflector de techo plano de la torre, y la barandilla alrededor del borde exterior del techo. |
| El BT-9 (Beobachtungsturm-9), una torre de observación de altura de 9 metros, introducida en la década de 1970 como un reemplazo más estable para el BT-11.                                                             |

| El blanco semienterrado búnker de hormigón plaza con un techo brocha concreto y lagunas horizontales rectangulares. Una valla de altura es visible en el fondo. |
| Un búnker de observación, conocido como Erdbunker, preservado en Observation Post Alpha, que acomodó a uno o dos guardias.                                      |

| En la parte superior de una estructura de soporte tubular de acero con una escalera hay una pequeña cabina con ventanas a los lados, rodeadas de un stand en el balcón Qué dos hombres en uniforme, mirando al observador a través de binoculares; el tercer hombre está dentro de la cabina. Hay reflectores de techo plano de la torre, y la barandilla alrededor del borde exterior del techo. |
| Una torre de observación de metal, operada por tres guardias de la RDA. Algunas torres de vigilancia eran semi-portátiles y podían ser trasladadas a nuevos sectores cuando fuera necesario. |

Perros de guardia fueron utilizados para proporcionar un factor disuasivo adicional para aquellos que intentaran escapar. La guardia de perros (Kettenlaufanlagen), consistía en un alambre suspendido de hasta 100 metros de largo a la que era encadenado un perro grande, y fueron instalados en sectores de alto riesgo de la frontera. Los perros eran ocasionalmente soltados en corrales temporales o secciones dañadas de la cerca.

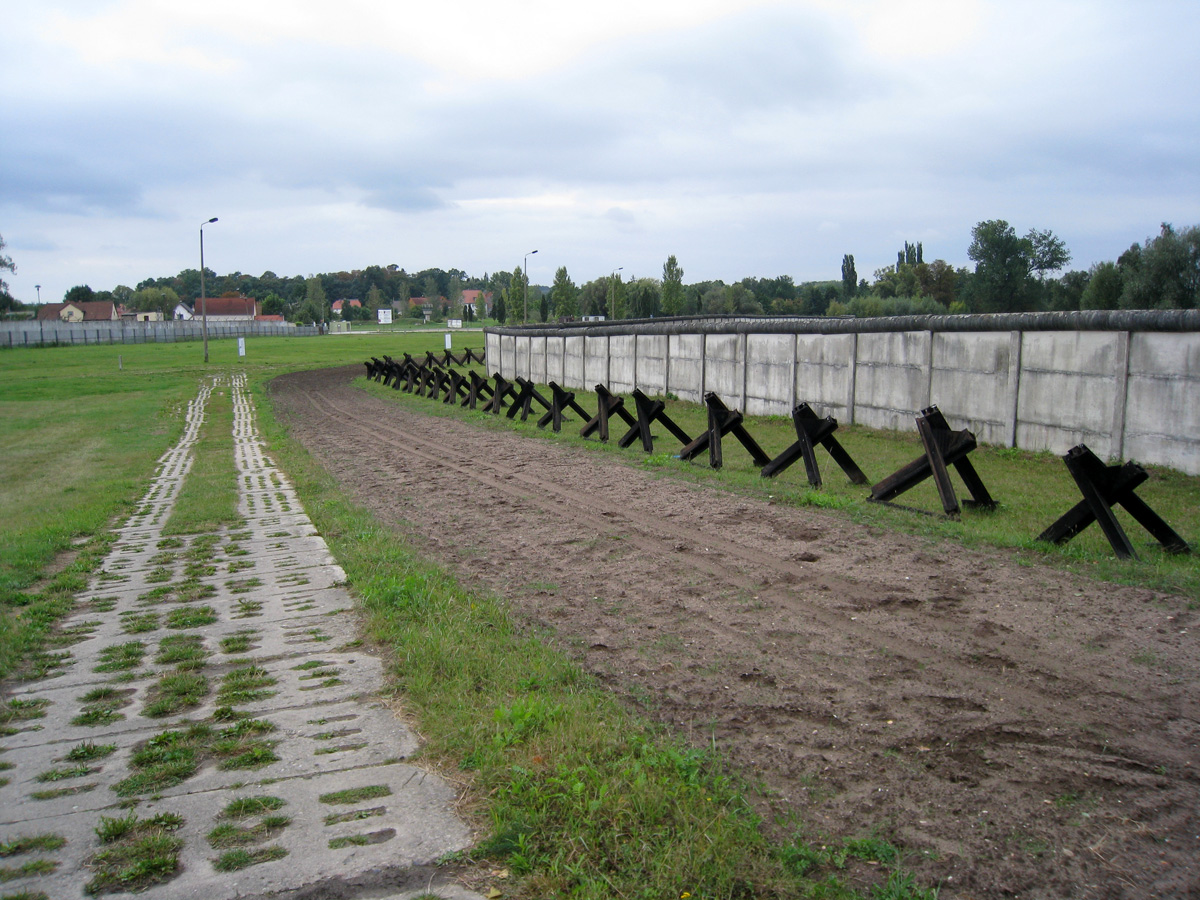
La sección preservada de las fortificaciones fronterizas en Hötensleben. El camino de patrullaje está a la izquierda; la franja de control primaria corre paralela en el medio; más allá de ella subiendo una fila de barricadas erizo y el muro fronterizo.

Los guardias usaban un camino para cualquier tipo de clima (Kolonnenweg, literalmente "camino de columna") para patrullar la frontera y viajar rápidamente a la escena de un intento de cruce. Consistía en dos líneas paralelas de bloques de hormigón perforados que corrían junto a la frontera alrededor de 900 kilómetros.
Al lado de la Kolonnenweg se encontraba una de las franjas de control (Kontrollstreifen), una línea de tierra desnuda que corría paralela a las cercas, a lo largo de casi toda la longitud de la frontera. Había dos franjas de control, ambas ubicadas en los lados interiores de las cercas. La tira secundaria "K2", de 2 metros de ancho, corría junto a la señal de la cerca, mientras que la franja primaria "K6", de 6 metros de ancho, corría a lo largo del interior de la cerca o muro. En lugares donde la frontera era vulnerable a los intentos de fuga, la franja de control se iluminaba en la noche por luces de alta intensidad (Beleuchtungsanlage), que también se utilizaron en los puntos donde ríos y arroyos cruzaban la frontera.
Cualquiera que intentara cruzar las franjas de control dejaría huellas, que serían detectadas rápidamente por las patrullas. Esto permitió a los guardias identificar intentos de fuga que no habían sido detectados, registrando cuántas personas habían logrado cruzar, y donde se estaban realizando los intentos de fuga y en qué momentos del día los escapes estaban más activos. A partir de esta información, los guardias fueron capaces de determinar dónde y cuándo el aumento de patrullaje era necesario, en donde se requería una mejor vigilancia de torres y búnkeres, y qué áreas necesitaban fortificaciones adicionales.
Barreras anti-vehículo se instalaron al otro lado de la franja de control primario. En algunos lugares, barricadas de Erizo, conocido en alemán como Panzersperre o Stahligel ("erizos de acero"), fueron utilizadas para evitar que los vehículos fueran usados para cruzar la frontera. En otros lugares, zanjas anti-vehículos en forma de V, conocidos como Kraftfahrzeug-Sperrgraben (KFZ-Sperrgraben), se instalaron 829 kilómetros a lo largo de la frontera y estaban ausentes solamente donde obstáculos naturales como arroyos, ríos, barrancos o espesos bosques hicieran tales barreras innecesarias.

### Cercas externas, muros y campo de minas
Las cercas externas se construyeron en serie de fases, empezando por el fortalecimiento inicial de la frontera a partir de mayo de 1952. La valla de primera generación era una valla toscamente construida solo con alambre de púas (Stacheldrahtzaun) que se situó entre 1.2 y 2.4 metros de altura y fue construida muy cerca de la línea fronteriza real. Esta fue reemplazada a finales de la década de 1950 con hileras paralelas de alambrado más fuerte, a veces con más alambre de púas colocado entre las cercas como obstáculo adicional.
| |
| Reconstrucción de la cerca "de primera generación", como fue erigida en 1952, con la franja de control en el primer plano. |

| |
| Las cercas de "segunda generación" en 1962, con alambre de púas en ruinas en el primer plano, una tira de control, dos filas de alambre de púas más atrás y una torre de vigilancia en la parte trasera |

| |
| Un poste fronterizo se encuentra delante de una cerca de tercera generación, que fue construida a partir de varios niveles horizontales superpuestos de malla de acero expandida. Un alto muro y torres de vigilancia dividieron el pueblo de Mödlareuth en Baviera / Turingia. Un tramo de la muralla sigue en pie como un monumento a la división de Alemania. |

Una valla de "tercera generación", mucho más sólida, se instaló en un programa continuo de mejoras de finales de la década de 1960 hasta la década de 1980. La línea fue movida de nuevo para crear una franja exterior entre la cerca y la frontera real. Las cercas de alambre de púas fueron sustituidas por una barrera que normalmente era de 3,2 a 4 metros de alto. Fue construida con paneles de malla metálica expandida (Metallgitterzaun). Las aberturas de la malla eran generalmente demasiado pequeñas para sostener un dedo y eran muy filosas. Los paneles no podían ser fácilmente derribados, ya que como se empalmaban no podían ser cortados a través de un destornillador o un cortador de alambre. Tampoco se podía hacer un túnel debajo de la cerca fácilmente, ya que un segmento inferior de las cercas fue parcialmente enterrado en el suelo. En varios lugares, las cercas más ligeras (Lichtsperren) consistían en malla y alambre de púas alineados en la frontera. Las vallas no eran continuas, pero podrían cruzarse en un gran número de lugares. Se instalaron puertas para que los guardias pudieran patrullar por la línea y darle acceso a ingenieros para el mantenimiento en el lado externo de la barrera.
En algunos lugares, los pueblos colindantes con la frontera fueron cercados con vallas de madera (Holzlattenzaun) o barreras de concreto (Betonsperrmauern) que median alrededor de 3 a 4 metros de altura. Las ventanas en los edificios colindantes de la frontera fueron tapadas con ladrillos o paneles de madera, y edificios considerados demasiado cerca de la frontera fueron derribados. Las barreras cubrieron solo un pequeño porcentaje de la frontera: 29.1 kilómetros de su longitud total en 1989.
Las minas antipersonales se instalaron aproximadamente a lo largo de la mitad de la longitud de la frontera en 1966; para la década de 1980, se habían establecido alrededor de 1,3 millones de diferentes tipos de minas de fabricación soviética. Además, desde 1970 la cerca exterior estaba repleta de explosivos con alrededor de 60.000 SM-70 (Splittermine-70) minas antipersonales direccionales. Estas eran activadas por cables trampa conectados a un mecanismo de disparo. Este detonaba una carga en forma de cuerno lleno de metralla en forma de spray en una dirección a lo largo de la línea de la cerca. El dispositivo era potencialmente letal para un rango de alrededor de 120 metros. Las minas fueron retiradas finalmente a finales de 1984 frente a la condena internacional del gobierno de Alemania Oriental.

### Línea fronteriza
Hasta finales de la década de 1960, las fortificaciones se construyeron casi en la frontera real. Cuando se construyeron las fortificaciones de tercera generación, las vallas fueron trasladadas entre 20 metros y 2 kilómetros. Esto dio a los guardias un campo de tiro despejado para apuntarle a los fugados sin tiros aterrizando en el Oeste y proporcionaba una zona de seguridad donde los ingenieros podían trabajar en el mantenimiento del lado exterior de la valla en el territorio de Alemania Oriental. El acceso a la franja exterior fue estrechamente controlado, para asegurar que los mismos guardias no estuvieran tentados a escapar. Aunque a menudo descrito por fuentes occidentales como la"tierra de nadie", era en realidad territorio de Alemania Oriental, y los fugados podrían ser arrestados o disparados.
| View across a landscape with a leaning sign reading "Halt Hier Zonengrenze Bundesgrenzschutz" in the foreground, a red/black/yellow striped square-shaped pole just behind, and a metal fence and watchtower visible across a strip of open ground in the background. |
| La frontera real: un poste de Alemania Occidental con señal de advertencia, un marcador de la RDA, la cerca y una torre de vigilancia al fondo. |

| Square grey stone in scrubby brown grass with "DDR" carved on the right face.                                                      |
| Un mojón fronterizo de Alemania Oriental con la inscripción "DDR" (Deutsche Demokratische Republik) tallada en el lado occidental. |

| A red/black/yellow striped square-shaped pole with a metal spike on the top side. A metal plaque with an emblem and the words "Deutsche Demokratische Republik" is visible on one face. |
| Un marcador fronterizo de Alemania Oriental, del tipo "poste de barbero". El pico en la parte superior disuadía las aves de posarse en él.                                              |

La frontera actual entre Alemania Occidental y Oriental se encontraba en el lado opuesto de la franja exterior. Se caracterizó por piedras de granito (Grenzsteine) con las letras "DDR" talladas en el extremo oeste. Alrededor de 2600 marcadores de concreto distintivos de Alemania Oriental, "postes de barbero" (Grenzsäule o Grenzpfähle), se instalaron justo detrás de la línea de frontera, a intervalos de unos 500 metros. Un escudo de Alemania Oriental (Staatsemblem) en metal fue fijado al lado que "miraba" a Alemania Occidental.
En el lado de Alemania Occidental, no existían fortificaciones de ningún tipo, ni siquiera había caminos de patrullaje en la mayoría de las áreas. Las señales de advertencia (Grenzschilder) con mensajes como Achtung! Zonengrenze! ("¡Peligro! ¡Zona de Frontera!") o Alto! Hier Zonengrenze ("Alto! Zona de Frontera Aquí") notificaban a los visitantes. El personal militar extranjero fue restringido de acercarse a la frontera para evitar choques u otros incidentes no deseados. Señales en inglés y Alemán presentaban notificaciones de la distancia a la frontera para evitar cruces accidentales. No existía tal restricción para los civiles occidentales, quienes eran libres de ir hasta la línea de frontera, y no existían obstáculos físicos para evitar el cruce de la misma.

## Frontera marítima de Alemania Oriental

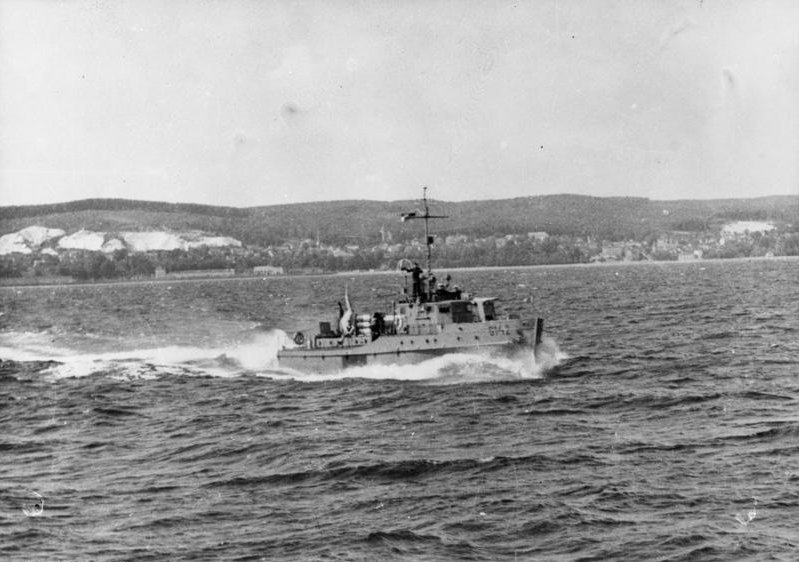
Embarcación de la patrulla fronteriza de Alemania Oriental Deutsche Grenzpolizei cerca de la isla de Rügen, diciembre de 1955

El sistema de la frontera interalemana también se extendió a lo largo de la costa del Báltico, apodado el "borde azul" o frontera marítima de la RDA. La costa fue parcialmente fortificada a lo largo de la desembocadura del río Trave frente al puerto de Alemania Occidental de Travemünde. Torres de vigilancia, paredes y cercas fueron instaladas a lo largo de la costa pantanosa para disuadir intentos de fuga y el agua era patrullada por lanchas de Alemania Oriental. La línea continua de la frontera interalemana terminó en la península de Priwall, todavía perteneciente a Travemünde, pero ya en el lado este del Trave. De ahí a Boltenhagen, a lo largo de unos 15 km de la costa oriental de la Bahía de Mecklenburgo, la costa de la RDA era parte de la "zona de protección" o Schutzgebiet, la cual era de acceso restringido. Los controles de seguridad se impusieron en el resto de la costa desde Boltenhagen a Altwarp en la frontera polaca, incluyendo la totalidad de las islas de Poel, Rügen, Hiddensee, Usedom y las penínsulas de Darß y Wustrow.
La RDA implementó una serie de medidas de seguridad a lo largo de su costa báltica para obstaculizar intentos de fuga. El camping y el acceso a los barcos fueron severamente limitados y 27 torres de vigilancia fueron construidas a lo largo de la costa del Báltico. Si se divisaba un intento de escape, lanchas patrulleras de alta velocidad serían enviadas a interceptar a los fugitivos. Patrullas armadas equipadas con potentes reflectores móviles monitoreaban las playas.
Los fugitivos intentaban ir a la orilla occidental de la bahía de Mecklenburgo, en territorio de Alemania Occidental, un faro danés frente al puerto de Gedser, las islas danesas de Lolland y Falster, o simplemente las rutas marítimas internacionales con la esperanza de ser recogido por un barco carguero. El Mar Báltico fue, sin embargo, una vía de escape extremadamente peligrosa. En total, se estima que 189 personas han muerto en el intento de huir a través del Báltico.
Algunos alemanes orientales trataron de escapar saltando por la borda de los barcos de Alemania Oriental atracados en puertos bálticos. Así que muchos alemanes orientales intentaron huir de esta manera en los puertos daneses que las Capitanías de Puerto instalaron equipos de salvamento extra en muelles donde atracaban los barcos de Alemania Oriental. El Gobierno de la República Democrática Alemana respondió estacionando Policías de transporte (Transportpolizei) armados (Trapos) en barcos de pasajeros para lidiar enérgicamente con intentos de fuga. En una ocasión, en agosto de 1961, los Trapos provocaron un incidente internacional en el puerto danés de Gedser, cuando golpearon a un fugitivo en el muelle y abrieron fuego, alcanzando a un barco danés en el puerto. Al día siguiente, miles de daneses protestaron contra los "métodos VOPO (Volkspolizei)". Los "saltadores de barcos" fueron detenidos finalmente al restringir aún más los derechos de viaje ya limitados de la población de la RDA.

## Ríos fronterizos
La frontera también corrió por parte de la longitud de los tres principales ríos de Alemania central: el Elba entre Lauenburg y Schnackenburg (alrededor de 95 kilómetros), el Werra y Saal. Los bordes de los ríos eran especialmente problemático; aunque los aliados occidentales y Alemania Occidental sostuvieron que la línea de demarcación corría a lo largo de la orilla oriental, los alemanes orientales y soviéticos insistían en que estaba situado en el medio del río (el principio Thalweg). En la práctica, los cursos de agua se compartieron 50/50, pero los canales de navegación a menudo se desviaron a través de la línea. Esto dio lugar a enfrentamientos tensos mientras las embarcaciones de ambas Alemanias trataron de hacer valer su derecho de libre tránsito en las vías navegables.
Los ríos fueron tan fuertemente custodiados como otras partes de la frontera. En el Elba, Alemania Oriental mantuvo una flota de unos 30 lanchas rápidas y Alemania Occidental tenía unos 16 barcos de aduana. La frontera fluvial fue seguida de cerca por los fugitivos, muchos de los cuales se ahogaron intentando cruzar. Numerosos puentes volados en los últimos días de la Segunda Guerra Mundial quedaron en ruinas, mientras que otros puentes supervivientes fueron bloqueados o demolidos en el lado de Alemania Oriental. No hubo cruces en ferry y las barcazas fluviales fueron rigurosamente inspeccionadas por los guardias fronterizos de la RDA. Para evitar intentos de fuga, las riberas de los ríos de Alemania Oriental fueron atrincheradas con una línea continua de cercas metálicas y muros de hormigón. En un solo lugar, Rüterberg en el Elba, las fortificaciones fronterizas rodearon completamente el pueblo y selló a los habitantes del resto de Alemania Oriental, así como de Occidente.

## Guardias fronterizos
Los guardias de la frontera interalemana comprendían decenas de miles de militares, paramilitares y civiles, tanto de Alemania Oriental y Occidental, así como del Reino Unido, los Estados Unidos y en un principio la Unión Soviética.

### Alemania Oriental

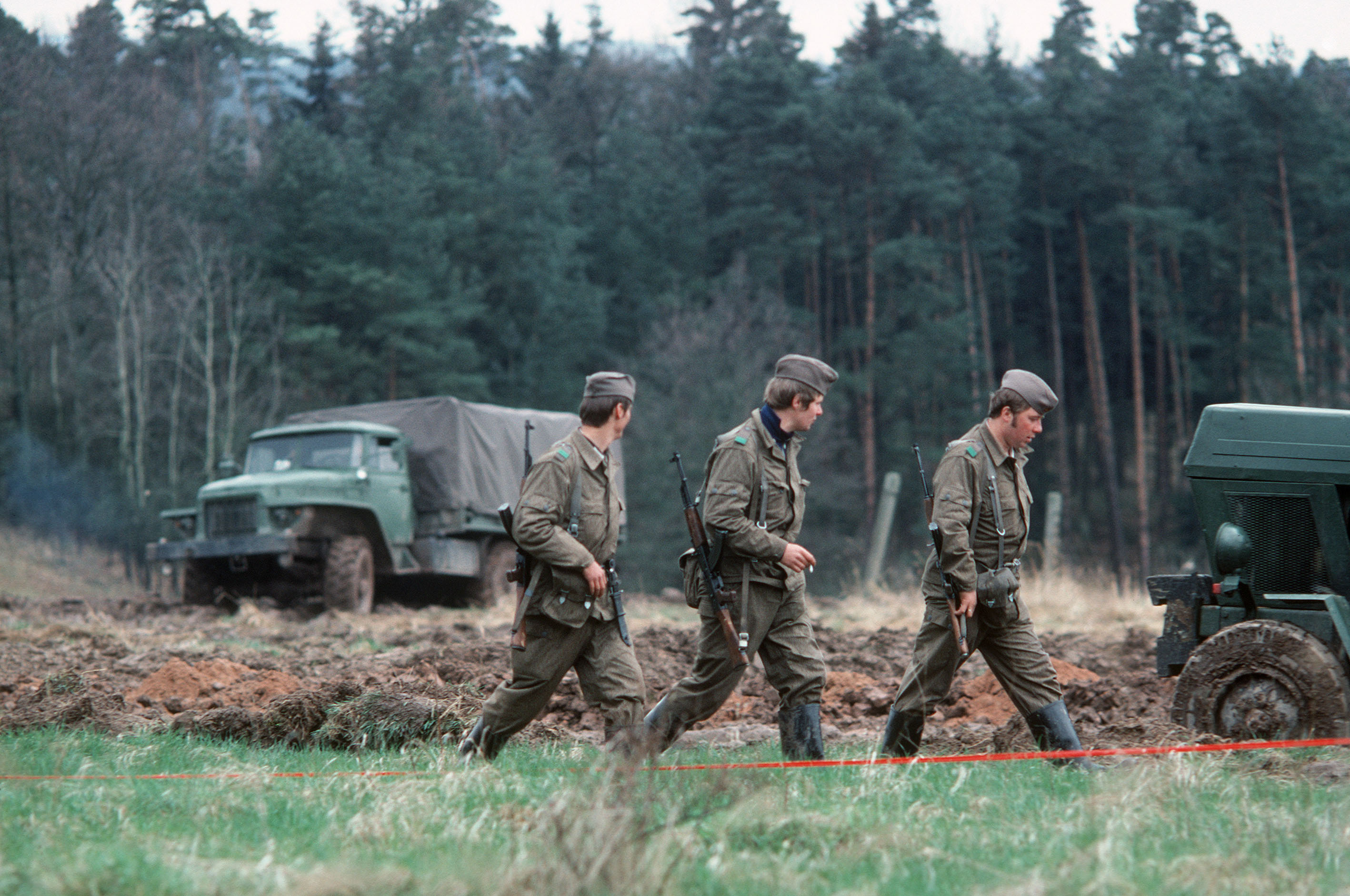
Guardias fronterizos de la RDA (Grenztruppen) en 1979.

Tras el final de la Segunda Guerra Mundial, la parte germano-oriental de la frontera estaba protegida inicialmente por las Tropas Fronterizas (Pogranichnyie Voiska) de la NKVD soviética (más tarde, KGB). A partir de 1946 estas se vieron apoyadas tras la constitución de una fuerza paramilitar compuesta por alemanes, la Policía Fronteriza Alemana (Deutsche Grenzpolizei, DGP), situación que se mantuvo hasta que los soviéticos entregaron el control total de la frontera a los alemanes orientales en 1955-56. En 1961, el DGP se convirtió en una fuerza militar en el Ejército Popular Nacional (Nationale Volksarmee, NVA). Las Tropas Fronterizas de la RDA (Grenztruppen der DDR, comúnmente apodados Grenzer) quedaron bajo supervisión del Comando Fronterizo del NVA o Grenzkommando. Ellos fueron los responsables de asegurar y defender las fronteras con Alemania Occidental, Checoslovaquia, Polonia, el Mar Báltico y Berlín Occidental. En su apogeo, el Grenztruppen tenía hasta 50.000 efectivos. Una unidad especial de la Stasi trabajó secretamente dentro de las Grenztruppen, haciéndose pasar por guardias fronterizos regulares entre 1968 y 1985 para detectar potenciales desertores.
Los integrantes del Grenztruppen fueron seguidos de cerca para asegurar que no podían aprovecharse de sus conocimientos para escapar por la frontera. Patrullas, torres de vigilancia y puestos de observación siempre estuvieron ocupadas por dos o tres guardias a la vez. No se les permitía salir de la vista de los demás en cualquier circunstancia. Si el guardia intentaba escapar, sus colegas estaban bajo instrucciones para dispararle sin vacilación ni previo aviso; 2500 escaparon a Occidente, 5500 más fueron capturados y encarcelados hasta por cinco años, mientras que otros fueron alcanzados por disparos y muertos o heridos en el intento.

### Alemania Occidental

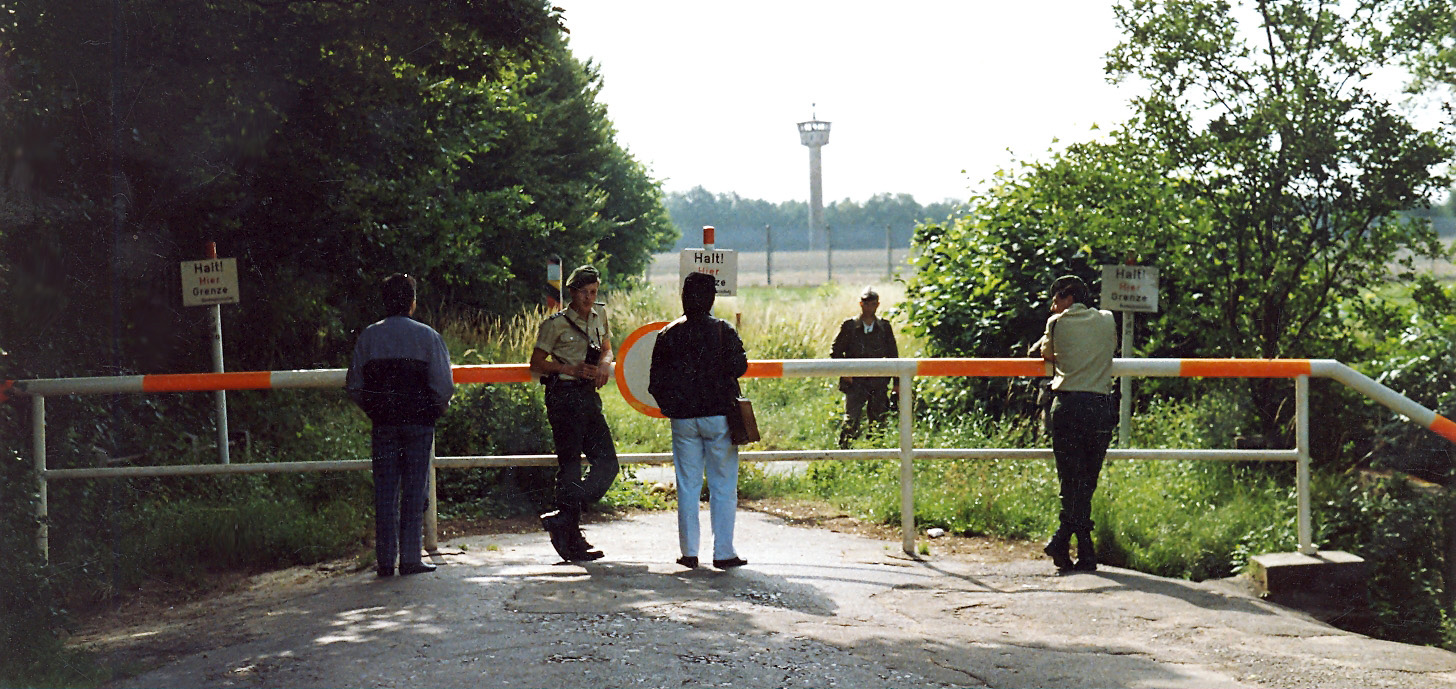
Personal Bundesgrenzschutz de Alemania Occidental, civiles y un guardia de fronteras de Alemania del Este en lados opuestos de la línea de frontera en Herrnburg cerca de Lübeck

Una serie de organizaciones estatales en Alemania Occidental fueron los responsables de la vigilancia de la parte occidental de la frontera. Estos incluyen la Bundesgrenzschutz (BGS, Protección Federal de Fronteras), el Bayerische Grenzpolizei (policía de fronteras de Baviera) y la Bundeszollverwaltung (Administración Federal de Aduanas). A las unidades del ejército de Alemania Occidental no se les permitió acercarse a la frontera sin la compañía de personal del BGS.

### Aliados Occidentales
El Ejército Británico llevaba a cabo solo patrullas relativamente poco frecuentes a lo largo de su sector de la frontera interalemana, Principalmente para fines de capacitación y valor simbólico. Para la década de 1970, solo hacían una patrulla al mes, solo en raras ocasiones usando helicópteros o radar de vigilancia terrestre y sin erigir puestos de observación permanentes. A diferencia de los estadounidenses, los británicos no asignaron unidades específicas a tareas fronterizas, pero rotaban la tarea entre las divisiones del ejército británico del Rin. La frontera fue patrullada también en el sector británico por el Servicio de Fronteras británico. Su personal sirvió como enlace entre los intereses militares y políticos británicos y las agencias alemanas en la frontera. El BFS se disolvió en 1991 Después de la reunificación de Alemania.
El Ejército de Estados Unidos mantuvo una presencia militar sustancial y continua en la frontera interalemana durante todo el período de 1945 hasta después del final de la Guerra Fría. Soldados regulares estadounidenses vigilaron la frontera desde el final de la guerra hasta que fueron reemplazados en 1946 por el Constabulary, el cual se disolvió en 1952 después de que los deberes policiales fueron transferidos a las autoridades alemanas. Fue sustituido por tres regimientos de caballería armados asignados para proporcionar una defensa permanente.

### Contactos transfronterizos
Había poco contacto informal entre las dos partes; Guardias de Alemania Oriental estaban bajo órdenes de no hablar a los occidentales. Después del inicio de la distensión entre ambas Alemanias en la década de 1970, las dos partes establecieron procedimientos para contactos formales a través de 14 conexiones telefónicas directas o Grenzinformations Punkte (GIP, puntos de información de la frontera). Fueron utilizados para resolver los problemas locales afectando la frontera, tales como inundaciones, incendios forestales o animales callejeros.
Durante muchos años, las dos partes libraron batallas de propaganda a través de la frontera con el uso de vallas y recipientes con folletos disparados o dejados caer en el territorio del otro. Los folletos de Alemania Occidental trataron de socavar la voluntad de los guardias de Alemania Oriental para disparar a quienes intentaban cruzar la frontera, mientras que los folletos de Alemania Oriental promovían la visión de la RDA de Alemania Occidental como un régimen militarista intentando restaurar las fronteras alemanas de 1937.
Durante la década de 1950, Alemania Occidental envió millones de folletos publicitarios hacia Alemania Oriental cada año. Tan solo en 1968, más de 4000 proyectiles que contenían unos 450.000 folletos fueron disparados desde Alemania Oriental hacia el Oeste. Otros 600 contenedores impermeables de folletos de Alemania Oriental fueron recuperados de los ríos transfronterizos. La "guerra de folletos" se terminó de común acuerdo a principios de la década de 1970 como parte de la normalización de las relaciones entre los dos estados alemanes.

## Cruzando la frontera interalemana

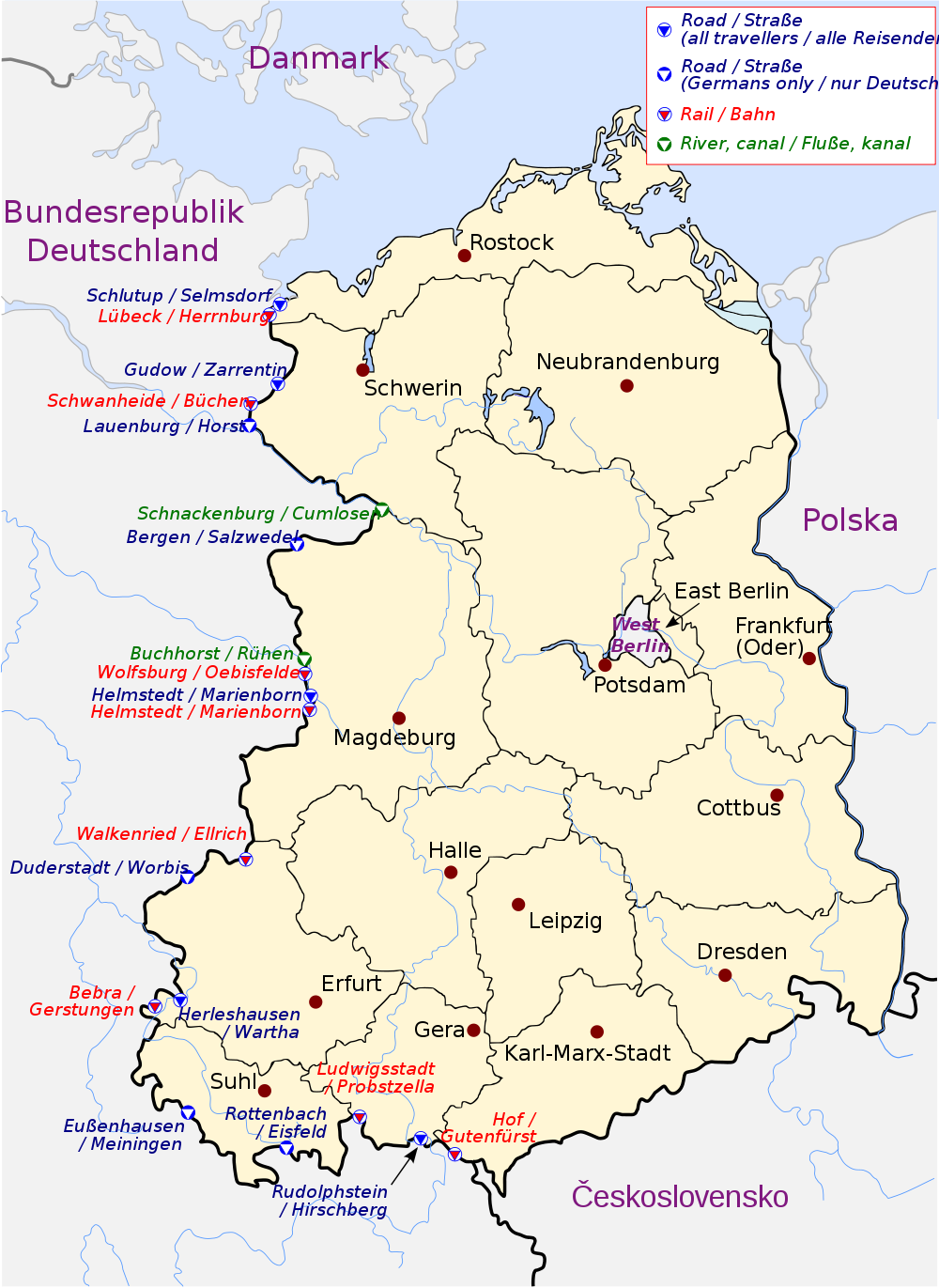
Puntos de acceso de la frontera interalemana en 1982

Cruzar la frontera interalemana era posible durante la Guerra Fría; nunca hubo un bloqueo como el existente en la frontera intercoreana, si bien las restricciones sobre el tránsito de ciudadanos del Este eran muy estrictas. Los tratados de posguerra sobre el gobierno de la ciudad de Berlín especificaban que las potencias aliadas tendrían acceso a la ciudad por determinadas vías de entrada, tanto en mar, aire y tierra (en esta última, tanto por carretera y tren como a nivel fluvial). Estos pactos fueron mayormente respetados tanto por la Unión Soviética como por la RDA, aunque con interrupciones temporales y cierto acoso a los viajeros. Incluso durante el bloqueo de Berlín de 1948, aún llegaban recursos por aire —el famoso puente aéreo— y los convoyes militares aliados podían cruzar el territorio de la RDA para llegar a Berlín.
La frontera solo podía ser legalmente cruzada por un determinado número de rutas aéreas, de carretera, ferroviarias y fluviales. Los viajeros procedentes de o cuyo destino fuese Dinamarca, Suecia, Polonia y Checoslovaquia también podían cruzar a través del territorio oriental. Las formalidades de acceso para los no alemanes eran muy restrictivas: tendrían que entregar el itinerario que seguirían a la oficina de turismo de la República Democrática Alemana con hasta dos meses de antelación, pagar tasas de reserva, registrarse ante la Volkspolizei al llegar a la RDA, repostar solo en gasolineras designadas por el gobierno, y gastar una determinada cantidad de dinero a diario. Asimismo, estaban forzados a dormir en hoteles del estado especiales para extranjeros, los “Interhotel”, cuyo precio por habitación quintuplicaba o incluso era diez veces mayor que el de una habitación de uno de los escasos hoteles normales del país. No era de sorprender, por tanto, que la industria turística de Alemania Oriental tuviese un desarrollo casi nulo, con solo 45000 camas en mayo de 1990, incluso después de la caída del Muro de Berlín. Los testimonios de ciudadanos occidentales demuestran que cruzar la frontera interalemana era, cuanto menos, algo molesto.

### Puntos de cruce

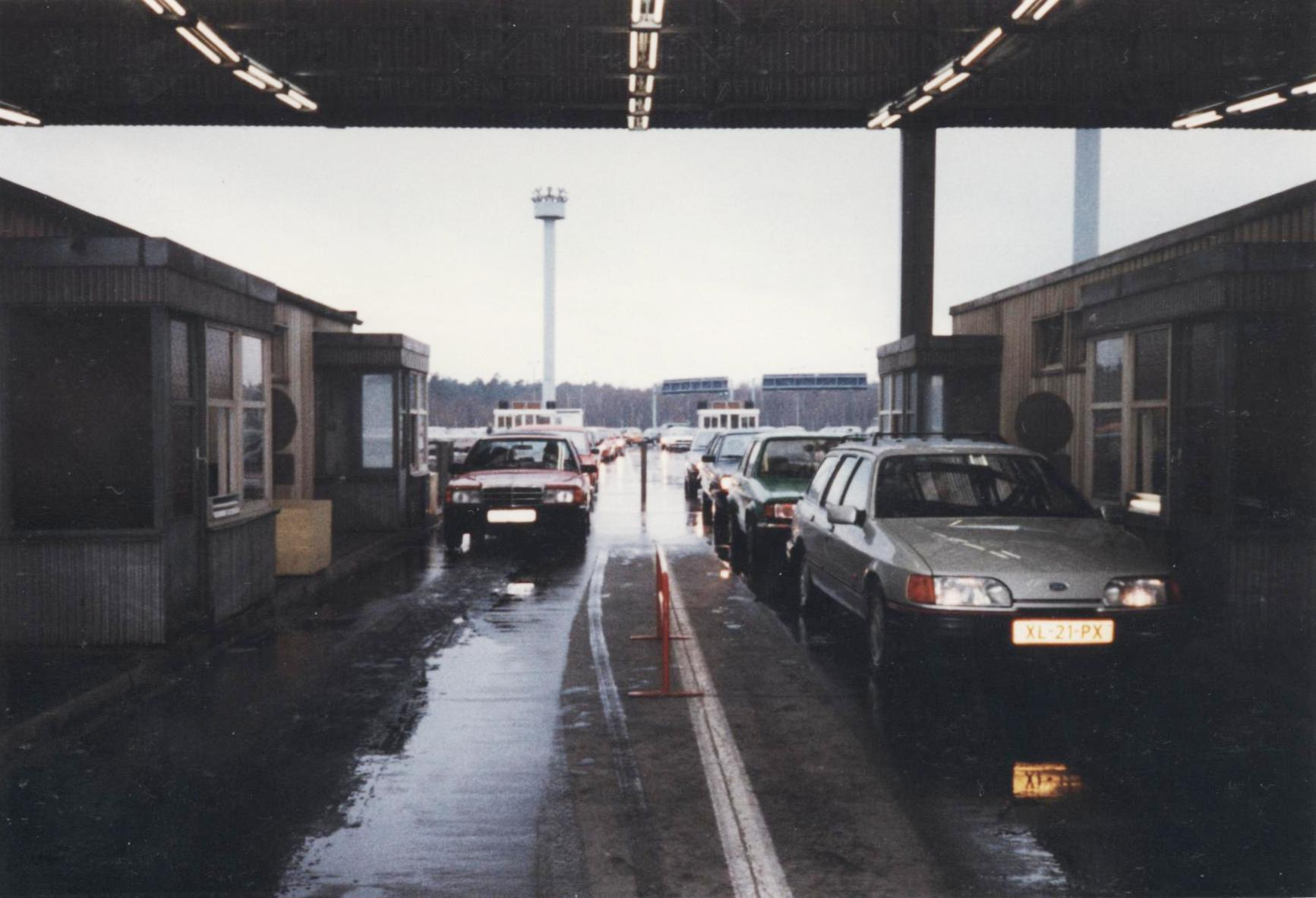
Vehículos que hacen fila en el punto de cruce de Marienborn, diciembre de 1989

Antes de 1952, la frontera interalemana podría ser cruzada en casi cualquier punto a lo largo de su longitud. La fortificación de la frontera resultó en la ruptura de 32 líneas de ferrocarril, tres autopistas, 31 carreteras principales, ocho carreteras principales, unas 60 carreteras secundarias y miles de otros caminos. El número de puntos de cruce se redujo a tres corredores aéreos, tres corredores viales, dos líneas de ferrocarril y dos conexiones de transporte fluvial que dan acceso a Berlín, además de un puñado de pasos adicionales para el tráfico de mercancías.
La situación mejoró un poco después del inicio de la détente en la década de 1970. Cruces adicionales para llamados kleine Grenzverkehr —"tráfico fronterizo menor", que significaba esencialmente viajeros de Alemania Occidental— fueron abiertos en varios lugares a lo largo de la frontera. En 1982 había 19 pasos de frontera: seis carreteras, tres autopistas, ocho líneas de ferrocarril más el río Elba y el Mittellandkanal.
El más grande fue en Helmstedt-Marienborn en la autopista Hanover–Berlín (A 2), a través del cual 34,6 millones de viajeros pasaron entre 1985 y 1989. Con nombre en código Checkpoint Alfa, este fue el primero de los tres puestos de control aliados en el camino a Berlín. Los otros eran Checkpoint Bravo, donde la autopista cruzó de Alemania Oriental a Berlín Occidental, y más famoso de todos, el Checkpoint Charlie, el único lugar donde los no alemanes podían cruzar de Berlín Occidental a Berlín Oriental.
No fue posible simplemente conducir a través de la brecha en la cerca existente en los puntos de cruce, ya que los germano-orientales instalaron barreras de alto impacto para vehículos y barreras móviles que podrían (y de hecho hicieron) matar conductores que intentaban cruzar a través de ellos. Los vehículos fueron sometidos a rigurosos controles para descubrir fugitivos. Pozos de inspección y espejos permitieron examinar la parte inferior de los vehículos. Las sondas se utilizaron para investigar el chasis y hasta el depósito de combustible, donde el fugitivo podría ser ocultado, y los vehículos podrían ser parcialmente desmantelados en garajes en el sitio. En Marienborn incluso había un depósito mortuorio donde los ataúdes podrían ser evaluados para confirmar si los ocupantes estaban realmente muertos. Los pasajeros fueron verificados e interrogados acerca de sus planes de viaje y razones para viajar. El sistema utilizaba tecnología simple y era lento, Basándose en gran medida en vastos ficheros que registraban detalles de viaje, pero fue eficaz, sin embargo; Durante los 28 años de operación del complejo Marienborn, ningún escape exitoso fue registrado.

### Reglamentos para pasos fronterizos
Los alemanes del oeste fueron capaces de cruzar la frontera con relativa libertad para visitar a familiares, pero tuvieron que pasar por numerosos trámites burocráticos. Los germano-orientales fueron sometidos a restricciones mucho más estrictas. No fue sino hasta noviembre de 1964 que se les permitió visitar Occidente, e incluso entonces solo los jubilados podían viajar. Este aumento dio pie a una broma que decía que solo en Alemania Oriental la gente podía esperar hasta la vejez. A los jóvenes de Alemania Oriental no se les permitió viajar a Occidente hasta 1972, aunque pocos lo hicieron hasta mediados de la década de 1980. Ellos tenían que solicitar un visado de salida y el pasaporte, pagar una cuota sustancial, obtener permiso de su empleador y someterse a un interrogatorio de la policía.
Solo 40.000 solicitudes al año eran aprobadas. A menudo, la negativa fue arbitraria, dependiendo de la buena voluntad de los oficiales locales. A los miembros de la élite del partido y embajadores culturales se les dio permiso para viajar con frecuencia, así como trabajadores del transporte esenciales. Sin embargo, no se les permitía llevar a sus familias con ellos.
Hasta finales de la década de 1980, a los germano-orientales comunes solo se les permitió viajar a Occidente por "motivo familiar urgente", como el matrimonio, enfermedad grave o muerte de un familiar cercano. En febrero de 1986 el régimen relajó la definición de "motivo familiar urgente", lo que provocó un aumento masivo en el número de ciudadanos de Alemania Oriental capaces de viajar a Occidente. La relajación de las restricciones fue reportada por haber sido motivada por un deseo del gobierno germano-oriental para reducir el deseo de sus ciudadanos de viajar y reducir el número de solicitudes. En la práctica, sin embargo, tenía exactamente el efecto contrario.

### Emigración desde Alemania Oriental
No hubo una base legal formal bajo la cual un ciudadano podría emigrar desde Alemania Oriental. Sin embargo, en 1975, Alemania Oriental firmó los Acuerdos de Helsinki, un tratado pan-europeo para mejorar las relaciones entre los países europeos. Un número creciente de ciudadanos germano-orientales procuraron utilizar la especificación en el acuerdo sobre libertad de movimiento para asegurar visas de salida. Para finales de la década de 1980, de 100.000 solicitudes enviadas anualmente, entre 15.000 y 20.000 eran aprobadas.
El gobierno de la RDA tenía una postura en contra de la emigración y buscó disuadir a los potenciales emigrantes. El proceso de solicitud fue hecho de modo que fuera lento, frustrante y usualmente infructuoso. Los solicitantes eran discriminados en sus trabajos, excluidos de universidades y sujetos a ostracismo. Ellos enfrentaron la amenaza de ver a sus hijos entregados a la custodia del estado bajo el argumento de que no eran capaces de criar niños. La ley fue usada para castigar a aquellos que continuaban aplicando para emigración. Unos 10 000 solicitantes fueron arrestados por la Stasi entre 1970 y 1989.

### Rescates y «liberaciones humanitarias»
Los ciudadanos de Alemania Oriental también podían emigrar a través de la ruta semi-secreta de ser rescatados por el gobierno de Alemania Occidental en un proceso denominado Freikauf (literalmente, la compra de la libertad). Entre 1964 y 1989 33.755 presos políticos fueron rescatados. A otros 2087 prisioneros liberados hacia Occidente en virtud de una amnistía en 1972. A otras 215.000 personas, entre ellas 2000 niños separados de sus padres, se les permitió salir de Alemania Oriental para reunirse con sus familias. A cambio, Alemania Occidental pagó más de 3.4 mil millones de marcos alemanes —casi $ 2.3 mil millones a precios de 1990— en bienes y divisas.
Aquellos rescatados eran valorados en una escala, que iba desde alrededor de 1875 marcos alemanes para un trabajador manual hasta unos 11.250 DM por un médico. La justificación, de acuerdo con Alemania Oriental, consistía en que era una compensación por el dinero invertido por el estado en la formación del prisionero. Durante un tiempo, los pagos fueron efectuados en especie utilizando bienes escasos en Alemania Oriental, como naranjas, plátanos, café y medicamentos. El prisionero promedio tenía un valor aproximado de 4000 DM en bienes.
El esquema fue muy controvertido en Occidente. Freikauf fue denunciado por muchos como trata de personas, pero fue defendido por otros de un "acto de humanitarismo puro"; el gobierno de Alemania Occidental destinó dinero para Freikauf bajo el título eufemístico de "apoyo de las medidas de ayuda especiales de naturaleza pan-alemana".

## Intentos de fuga y víctimas de la frontera interalemana

### Circulación e intentos de escape de refugiados

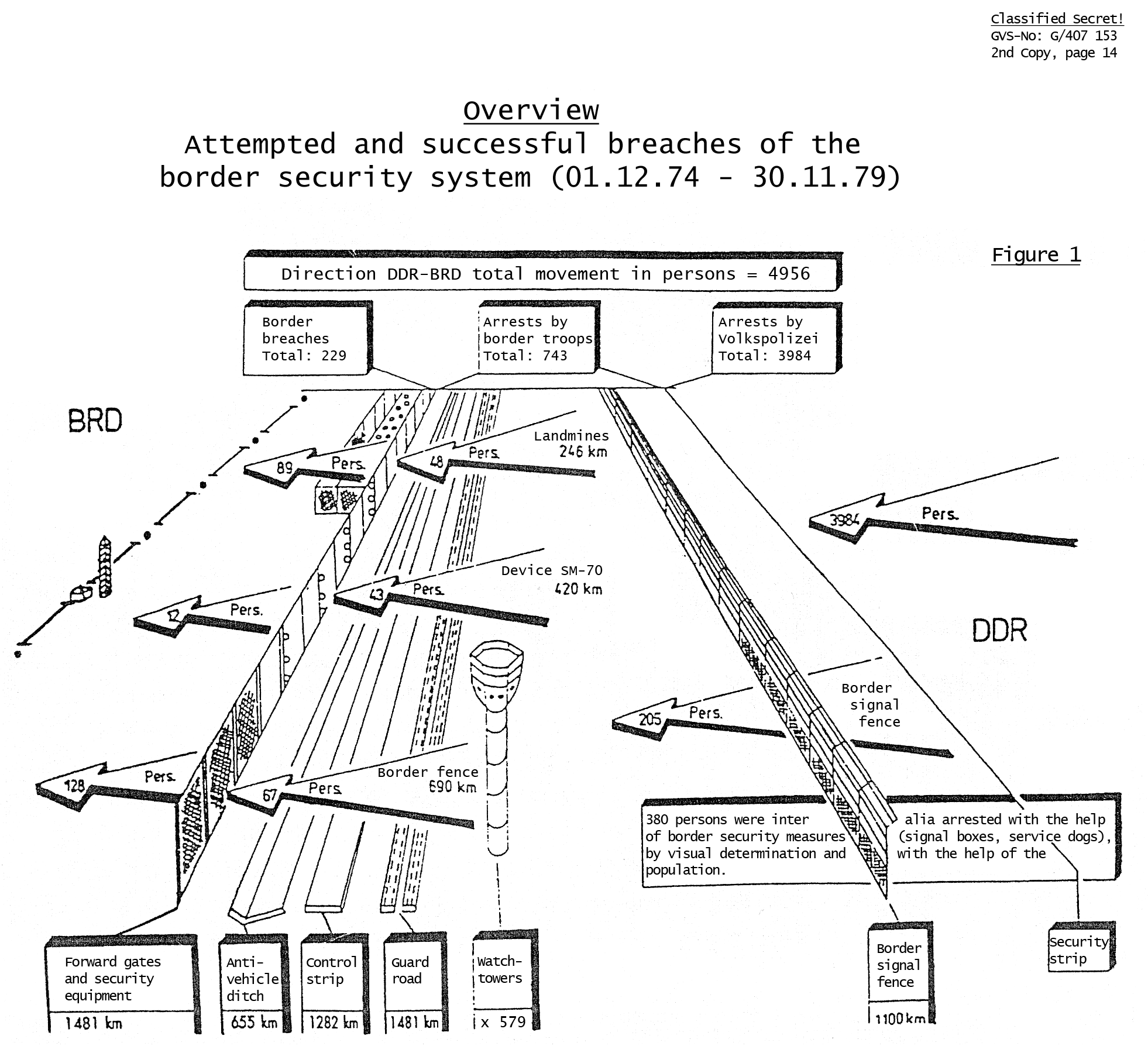
Diagrama que resume el número de personas que lograron pasar cada elemento del sistema de la frontera interalemana, 1974-1979

Entre 1950 y 1988 alrededor de 4 millones de alemanes orientales emigraron a Occidente; 3,4 millones emigraron entre 1950 y la construcción del Muro de Berlín en 1961. Después de que la frontera fuera fortificada y el Muro de Berlín fue construido, el número de cruces ilegales cayó dramáticamente y siguió cayendo a medida que las defensas se iban mejorado en las décadas posteriores. Sin embargo, los fugitivos nunca fueron más que una pequeña minoría del número total de emigrantes de Alemania Oriental. Durante la década de 1980, solo alrededor del 1 % de los que abandonaron Alemania Oriental lo hizo al escapar por la frontera. Muchas más personas abandonaron el país después de haber concedido permisos oficiales, huyendo a través de terceros países o siendo rescatados por el gobierno de Alemania Occidental.
La gran mayoría de los refugiados fueron motivados por las preocupaciones económicas y trataron de mejorar sus condiciones de vida y oportunidades mediante la migración hacia el Oeste. Eventos como el aplastamiento de la sublevación de 1953, la imposición de la colectivización y la última crisis económica de Alemania Oriental a finales de la década de 1980, provocaron aumentos repentinos en el número de intentos de fuga.
Los intentos de huir a través de la frontera fueron estudiados y cuidadosamente registrados por las autoridades de la RDA para identificar posibles puntos débiles. Estos fueron abordados por el fortalecimiento de las fortificaciones en las zonas vulnerables. Al final de la década de 1970, el estudio se llevó a cabo por el ejército de Alemania Oriental en un intento por revisar "Las violaciones de la frontera" (Grenzdurchbrüche). Dicho estudio encontró que 4956 personas habían intentado escapar por la frontera entre el 1.º de diciembre de 1974 y el 30 de noviembre de 1979. De ellos, 3984 personas (80,4 %) fueron detenidos por la Volkspolizei en el SPERRZONE, la zona restringida externa.
Los intentos de fuga fueron severamente castigados por la RDA. A partir de 1953, el régimen describe el acto de escapar como Republikflucht (literalmente "huida de la República"), por analogía con el término existente militar Fahnenflucht ("deserción"). El fugitivo exitoso no era considerado Flüchtling ("refugiado") sino Republikflüchtiger ("desertor de la república"). Los que intentaron escapar fueron llamados Sperrbrecher (literalmente "corredores de bloqueo" pero más traducido libremente como "violadores fronterizos"). Los que ayudaron a los fugados no eran considerados como Fluchthelfer ("ayudantes de escape"), el término occidental, sino como Menschenhändler ("traficantes de personas "). Este lenguaje con matices ideológicos permitió al régimen retratar a quienes cruzaban la frontera poco mejor que traidores y criminales.
A partir de 1957 el Republikflucht pasó a tener la consideración de delito, castigable con multas elevadas y hasta 3 años de cárcel. Cualquier acto asociado con un intento de escape (incluyendo ayudar a un fugitivo) estaba sujeto a esta legislación. Aquellos atrapados en el acto usualmente eran juzgados por espionaje y condenados a sentencias proporcionalmente más severas. Más de 75.000 personas fueron encarceladas por tratar de escapar por la frontera, sirviendo a un promedio de uno a dos años de prisión. Los guardias fronterizos que intentaron escapar fueron tratados mucho más duramente y en promedio fueron encarcelados durante cinco años.

### Métodos de escape
Los fugitivos utilizaron una variedad de métodos. La gran mayoría cruzó a pie, aunque algunos tomaron rutas más inusuales. Uno de los escapes más espectaculares fue la fuga en septiembre de 1979 de ocho personas de dos familias en un globo de aire caliente hecho en casa. Su vuelo involucró un ascenso a más de 2500 metros (8200 pies) antes de aterrizar cerca de la ciudad alemana occidental de Naila. El incidente inspiró la película Night Crossing.
Otros fugitivos confiaron más en la fuerza física y la resistencia. Un fugitivo en 1987 utilizó ganchos para carne para escalar las cercas, mientras que en 1971 un médico nadó 45 kilómetros (28 millas) a través del mar Báltico desde Rostock casi hasta la isla danesa de Lolland, antes de ser recogido por una embarcación de Alemania Occidental. Otro fugitivo utilizó un colchón de aire para escapar a través del Báltico en 1987.
Las fugas masivas eran raras. Una de las pocas fugas de este tipo que fueron exitosas se llevó a cabo el 2 de octubre de 1961, cuando 53 personas de la aldea fronteriza de Böseckendorf —un cuarto de la población de la aldea— escaparon en masa, seguidas de otros 13 habitantes en febrero de 1963. Una fuga masiva inusual ocurrió en septiembre de 1964 cuando 14 alemanes orientales, entre ellos 11 niños, fueron introducidos de contrabando por la frontera en un camión refrigerado. Ellos fueron capaces de escapar a la detección por estar ocultos bajo los cadáveres de los cerdos sacrificados que estaban siendo transportados a Occidente.
El tráfico no era en un solo sentido; Miles de personas emigraron cada año de Alemania Occidental al este, motivadas por razones tales como problemas maritales, alejamiento familiar y nostalgia. Un número de militares aliados, entre ellos británicos, franceses, alemanes y tropas estadounidenses, también desertó. Para el final de la Guerra Fría, unos 300 ciudadanos de los Estados Unidos se estima que han desertado a través de la cortina de hierro por una variedad de razones —ya sea para escapar de cargos criminales, por razones políticas o porque (como el St. Petersburg Times decía) "GI's hambrientos de chicas [eran tentados] con sirenas seductoras, quienes usualmente abandonaban al soldado despechado una vez que esté del otro lado de la frontera"—. El destino de estos desertores varió considerablemente. Algunos fueron enviados directamente a campos de trabajos forzados por cargos de espionaje. Otros se suicidaron, mientras que unos pocos fueron capaces de encontrar esposas y trabajar en el lado oriental de la frontera.

### Orden de fuego
De 1945 en adelante, quienes cruzaban sin autorización la frontera interalemana corrían el riesgo de ser disparados por los guardias soviéticos o de Alemania Oriental. El uso de la fuerza mortal fue llamado el Schießbefehl ("orden de disparar"). Entró formalmente en vigor en 1948, cuando las regulaciones sobre el uso de armas de fuego en la frontera fueron promulgadas. Un reglamento destinado a la policía de Alemania Oriental el 27 de mayo de 1952 estipulaba que "no obedecer las órdenes de la Patrulla Fronteriza será respondido con el uso de las armas". Desde la década de 1960 hasta finales de la década de 1980, los guardias fronterizos recibieron órdenes verbales diarias (Vergatterung) para "rastrear, detener o aniquilar a los infractores". La RDA codificó formalmente sus regulaciones sobre el uso de la fuerza mortal en marzo de 1982, cuando la Ley de Fronteras del Estado estipuló que las armas de fuego se iban a utilizar como la "medida máxima en el uso de la fuerza" contra personas que "intenten públicamente atravesar la frontera del estado".
El liderazgo de la RDA explícitamente aprobó el uso de la fuerza letal. El general Heinz Hoffmann, ministro de Defensa de la RDA, declaró en agosto de 1966 que "cualquier persona que no respete nuestra frontera sentirá la bala". En 1974, Erich Honecker, como Presidente del Consejo de Defensa Nacional de la República Democrática Alemana, ordenó: "Las armas de fuego deben ser utilizadas sin piedad en caso de intentos de cruce a través de la frontera, y los camaradas que hayan utilizado con éxito sus armas de fuego son dignos de elogio".
El Schießbefehl fue, como era de esperar, muy controvertido en Occidente y fue señalado con críticas por los alemanes occidentales. Las autoridades de la RDA suspendieron la Schießbefehl en ocasiones cuando habría sido políticamente incómodo tener que explicar los refugiados muertos, como durante una visita a la República Democrática Alemana por el ministro de Relaciones Exteriores de Francia en 1985. Fue también un problema para muchos de los guardias de Alemania Oriental y fue el factor de motivación detrás del número de escapes, cuando los guardias enfrentaban una crisis de conciencia desertaban debido a su indisposición para disparar a compatriotas.

### Muertes en la frontera
Todavía no está claro cuántas personas murieron en la frontera interalemana o quiénes eran, ya que la RDA trató dicha información como un secreto celosamente guardado. Pero las estimaciones han aumentado de manera constante desde la reunificación, puesto que la evidencia se ha obtenido a partir de registros de Alemania Oriental. Para 2009, las estimaciones no oficiales son de hasta 1100 personas, aunque las cifras publicadas oficialmente dan un recuento de entre 270 y 421 muertes.
Hubo muchas maneras de morir en la frontera interalemana. Numerosos fugitivos fueron disparados por los guardias de fronteras, mientras que otros murieron por las minas y trampas. Un número considerable se ahogaron al intentar cruzar el Báltico y el río Elba. No todos los muertos en la frontera estaban tratando de escapar. El 13 de octubre de 1961, el periodista Kurt Lichtenstein, del periódico Westfälische Rundschau fue baleado en la frontera cerca del pueblo de Zicherie después de que intentó hablar con los trabajadores agrícolas de Alemania Oriental. Su muerte provocó la condena de todo el espectro político en Alemania Occidental. El incidente llevó a estudiantes de Braunschweig para erigir una señal en la frontera en protesta por el asesinato.
Un camionero italiano y miembro del Partido Comunista italiano, Benito Corghi, recibió un disparo en el punto de cruce en agosto de 1976; el gobierno de la RDA fue severamente avergonzado y, excepcionalmente, se ofreció una disculpa. En un tiroteo notorio el 1.º de mayo de 1976, un antiguo preso político de la RDA, Michael Gartenschläger, que había huido a Occidente algunos años antes, fue emboscado y asesinado por un escuadrón de la Stasi en la frontera cerca de Büchen. La Stasi reportó que él había sido "liquidado por las fuerzas de seguridad de la RDA".
Veinticinco guardias fronterizos de Alemania Oriental murieron tras recibir un disparo desde el lado occidental de la frontera o murieron por fugitivos en resistencia o (a menudo accidentalmente) por sus propios colegas. El gobierno de Alemania Oriental los describió como "víctimas de asaltos a mano armada y provocaciones imperialistas contra la frontera del Estado de la RDA", y alegó que "bandidos" en Occidente dispararon a los guardias haciendo su trabajo, una versión que no fue corroborada por relatos occidentales de incidentes fronterizos.
Las dos partes conmemoraron a sus muertos en formas muy diferentes. Varios monumentos mayormente no oficiales se establecieron en el lado occidental por gente que buscaba conmemorar a las víctimas de la frontera. Alemanes occidentales como Michael Gartenschläger y Kurt Lichtenstein fueron conmemorados con señales y monumentos, algunos de los cuales fueron apoyados por el gobierno. La muerte del germano-oriental Heinz-Josef Große en 1982 fue conmemorada anualmente con manifestaciones en el lado occidental de la frontera. Después de que la política de distensión se iniciara en la década de 1970, esto se volvió políticamente inconveniente y el apoyo estatal a los monumentos fronterizos cesó en gran medida.
El tabú que rodeaba a los fugitivos en Alemania Oriental significó que la gran mayoría de las muertes no fueran hechas públicas ni conmemoradas. Sin embargo, la muerte de los guardias fronterizos fue utilizada para la propaganda de la RDA, que los retrató como "mártires". Cuatro monumentos de piedra fueron erigidos en Berlín Oriental para marcar sus muertes. El régimen nombró escuelas, cuarteles y otras instalaciones públicas en homenaje a los guardias muertos y utilizó los memoriales como lugares de peregrinación para significar que (como decía un eslogan) "sus muertes son nuestro compromiso" para el mantenimiento de la frontera. Después de 1989 los memoriales fueron destrozados, abandonados y retirados en última instancia.

## Final de la frontera interalemana

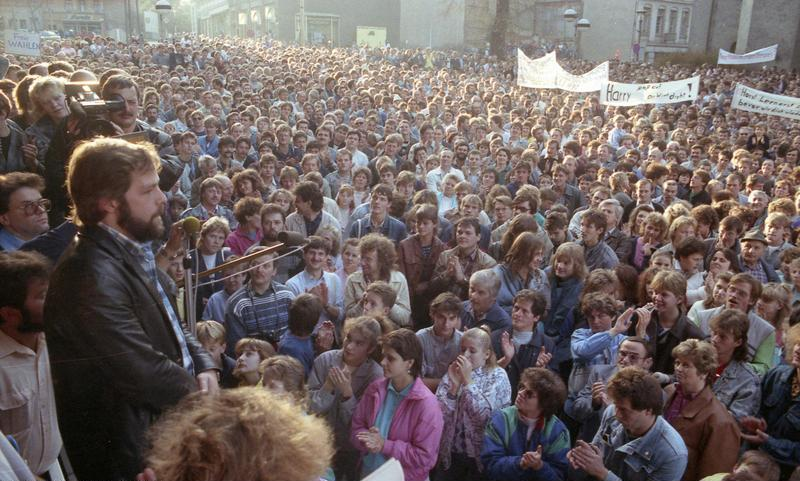
Una manifestación en Plauen el 30 de octubre de 1989 llamando a la democracia, la libertad de prensa y la libertad de viajar

El final de la frontera interalemana ocurrió de forma rápida e inesperada en noviembre de 1989 junto con la caída del muro de Berlín. Su integridad había sido fatalmente comprometida en mayo de 1989 cuando el gobierno de Hungría (apoyado por el líder soviético Mijaíl Gorbachov) comenzó a desmantelar sus fortificaciones fronterizas. Hungría era ya un destino turístico popular para los alemanes orientales. Su gobierno aún era comunista, pero planeó realizar elecciones libres y una reforma económica como parte de una estrategia para "reincorporarse a Europa" y reformar su economía, la cual estaba en dificultades.
La apertura de la frontera húngara con Austria fue esencial para este esfuerzo. Alemania Occidental había ofrecido secretamente un préstamo de 500 millones de marcos alemanes (250 millones de dólares) a cambio de permitir que los ciudadanos de la RDA emigraran libremente. Fotos de las cercas de alambre de púas que estaban siendo cortadas se transmitieron en Alemania Oriental por las estaciones de televisión de Alemania Occidental.
Ellos provocaron un éxodo masivo de cientos de miles de alemanes orientales, que comenzó en septiembre de 1989. Además de los que cruzaban la frontera húngara, decenas de miles de alemanes orientales escalaron las paredes de las embajadas de Alemania Occidental en Praga, Varsovia y Budapest, donde fueron considerados como "ciudadanos alemanes" por el gobierno federal, reclamando "asilo".
El 30 de septiembre, el ministro de Asuntos Exteriores de Alemania Occidental, Hans-Dietrich Genscher, anunció a los refugiados germanoorientales acampados en el jardín de la embajada de la RFA en Praga, Checoslovaquia, que su salida había sido autorizada. El gobierno comunista de línea dura de Checoslovaquia acordó cerrar su frontera con Alemania Oriental para frenar el éxodo. El cierre produjo descontento a través de Alemania Oriental y la propuesta del gobierno de la RDA para humillar a los refugiados expulsándolos del país en trenes sellados fracasó estrepitosamente. Documentos de identidad desgarrados y pasaportes germano-orientales cubrían las vías mientras los refugiados los tiraban por las ventanas. Cuando los trenes pasaron a través de Dresde, 1500 alemanes orientales irrumpieron en la estación principal de trenes en un intento por abordar. Docenas de ellos fueron heridos y el vestíbulo de la estación fue prácticamente destruido.
Las pequeñas manifestaciones prodemocracia de los lunes pronto congregaron a cientos de miles de personas en ciudades de toda Alemania Oriental. El gobierno de Alemania Oriental consideró el uso de la fuerza, pero finalmente se echó para atrás, con falta de apoyo de la Unión Soviética para una intervención militar violenta al estilo de la Plaza de Tiananmen. Miembros reformistas del Politburó de Alemania Oriental intentaron controlar la situación forzando la renuncia de Erich Honecker, siendo reemplazado en octubre de 1989 por Egon Krenz.
El nuevo gobierno buscó apaciguar a los manifestantes al reabrir la frontera con Checoslovaquia. Sin embargo, esto reanudó el éxodo masivo a través de Hungría. El 8 de noviembre de 1989, con grandes manifestaciones a través del país, todo el Politburó renunció y un nuevo Politburó más moderado fue nombrado bajo el liderazgo de Krenz.

### Apertura de la frontera y caída de la RDA
El gobierno de Alemania Oriental trató de calmar la situación mediante la relajación de los controles fronterizos del país a partir del 10 de noviembre de 1989;, el anuncio se hizo en la noche del 9 de noviembre de 1989 por el miembro del Politburó Günter Schabowski en una conferencia de prensa algo caótica en Berlín Oriental, que proclamó el nuevo régimen de control como liberar a la gente de una situación de presión psicológica al legalizar y simplificar la migración. Malentendiendo la nota pasada a él sobre la decisión de abrir la frontera, Schabowski anunció que la frontera sería abierta "inmediatamente, sin demora", en lugar de al día siguiente como el gobierno tenía previsto, respondiendo a la pregunta del corresponsal de la agencia italiana ANSA, Riccardo Ehrman, sobre cuando entraría en vigor. En una entrevista después de la conferencia de prensa, Schabowski dijo al reportero de la cadena televisiva estadounidense NBC Tom Brokaw que "No es una cuestión de turismo. Es un permiso para dejar la RDA [permanentemente]".
En cuestión de horas, miles de personas se reunieron en el Muro de Berlín exigiendo que los guardias abrieran las puertas. Los guardias fronterizos fueron incapaces de ponerse en contacto con sus superiores para instrucciones y, por temor a una estampida, abrieron las puertas. Las escenas icónicas que siguieron —la gente entrando a Berlín Occidental, parándose en el muro y atacándolo con picos— fueron difundidas en todo el mundo.
Mientras los ojos del mundo estaban en la Mauerfall (la caída del muro) en Berlín, un proceso simultáneo de Grenzöffnung (apertura de la frontera) estaba teniendo lugar a lo largo de la frontera interalemana. Los cruces existentes fueron abiertos inmediatamente. Dentro de los primeros cuatro días, 4,3 millones de alemanes orientales —una cuarta parte de toda la población del país— entraron en Alemania Occidental. En el cruce fronterizo de Helmstedt en la autopista Berlín-Hanover, los automóviles fromaron una fila de 65 kilómetros. Algunos conductores esperaron 11 horas para cruzar a Occidente. La frontera fue abierta en etapas a lo largo de los próximos meses. Muchos nuevos puntos de cruce fueron creados, reconectando comunidades que habían estado separadas durante casi 40 años. El corresponsal de la BBC Ben Bradshaw describió las escenas de júbilo en la estación de tren de Hof en Baviera en las primeras horas del 12 de noviembre:

No fueron solo las llegadas a Hof las que tenían las emociones en las mangas. La gente local se reunió por centenares para darles la bienvenida. Hombres fornidos y mujeres en traje de domingo, el doble o triple de la edad promedio de aquellos que salían de los trenes, lloraron mientras aplaudían. "Esta es nuestra gente, libres al fin" decían... Aquellos que llegaban a Hof reportaron que la gente se alineó en la ruta de los trenes en Alemania Oriental saludando, aplaudiendo y sosteniendo pancartas diciendo: "Vendremos pronto".

Incluso los guardias fronterizos de Alemania Oriental no eran inmunes a la euforia. Uno de ellos, Peter Zahn, describió cómo él y sus colegas reaccionaron a la apertura de la frontera:

Después de que el muro cayó, estábamos en un estado de delirio. Enviamos una petición para que nuestras actividades de reserva terminaran, la cual fue aprobada pocos días después. Visitamos Helmstedt y Braunschweig en Alemania Occidental, lo cual hubiera sido imposible antes. En la NVA incluso escuchar estaciones de radio occidentales era penalizable y estábamos en una salida al oeste.

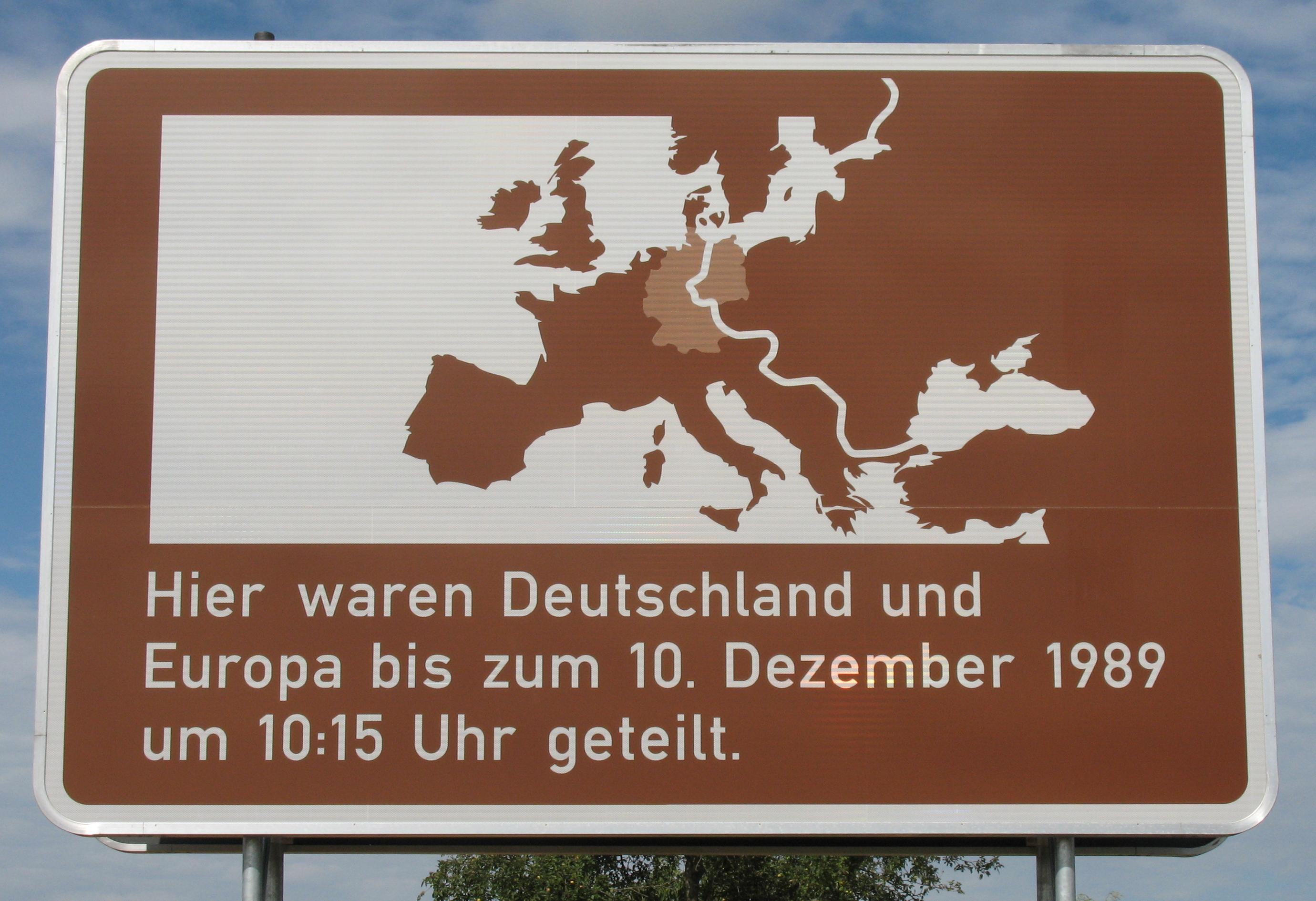
Esta señal se encuentra en las vías de Alemania divididas durante la Guerra Fría. El texto dice: "Aquí, Alemania y Europa estuvieron divididas hasta el 10 de diciembre de 1989 a las 10:15 a. m.". La fecha y la hora varían según el momento de apertura del tramo.

Para sorpresa de muchos alemanes occidentales, muchos de los visitantes de Alemania Oriental gastaron su "dinero de bienvenida" de 100 DM comprando grandes cantidades de bananos, una rareza muy apreciada en el Este. Durante meses después de la apertura de la frontera, los bananos se agotaron en los supermercados a lo largo del lado occidental de la frontera mientras los alemanes orientales compraban cajas enteras, creyendo que los suministros pronto se agotarían. El afán por obtener esta fruta hizo del plátano el símbolo no oficial de los cambios en Alemania Oriental, lo cual algunos apodaron "la revolución del banano".
Algunos izquierdistas de Alemania Occidental protestaron por lo que consideraron consumismo desenfrenado lanzando bananos a los alemanes orientales que venían a visitar el Oeste. La obsesión de los orientales con los bananos fue parodiada por la revista satírica alemana occidental Titanic en la portada de su edición de noviembre de 1989, que mostraba a "La oriental Gaby (17), feliz de estar en Alemania Occidental: Mi primer banano". Gaby se mostraba sosteniendo un gran pepino pelado.
La apertura de la frontera tuvo un profundo efecto político y psicológico en el público de Alemania Oriental. Para muchas personas, la propia existencia de la RDA, la cual el SED justificaba como el primer "Estado socialista en suelo alemán" vino a ser vista como sin sentido. El estado estaba en bancarrota, la economía estaba colapsando, la clase política estaba desacreditada, las instituciones de gobierno estaban en caos y la gente estaba desmoralizada por la evaporación de las afirmaciones colectivas que habían apuntalado a la sociedad durante 40 años. La membresía del partido colapsó y el propio Krenz renunció el 6 de diciembre de 1989, después de solo 50 días en el cargo, entregando el poder al moderado Hans Modrow. La eliminación de las restricciones sobre los viajes provocó que cientos de miles de alemanes orientales emigraran a Occidente. Más de 116.000 lo hicieron entre el 9 de noviembre y el 31 de diciembre de 1989 en comparación con 40.000 el año anterior.
El nuevo gobierno de Alemania Oriental inició conversaciones de "mesa redonda" con los grupos de la oposición, similar a procesos que habían conducido a elecciones multipartidistas en Hungría y Polonia. Como resultado de las primeras elecciones libres celebradas en Alemania Oriental en marzo de 1990, el antiguo SED, que había cambiado el nombre por el de Partido del Socialismo Democrático, fue sacado del poder y reemplazado por una coalición pro-reunificación llamada Alianza por Alemania, liderada por la Unión Demócrata Cristiana (CDU), el partido del canciller Kohl. Ambos países avanzaron rápidamente hacia la reunificación, mientras que la diplomacia internacional allanó el camino en el extranjero. En julio de 1990, se logró la unión monetaria. El Tratado sobre la creación de una Alemania Unificada se firmó en agosto de 1990 y la reunificación política tuvo lugar el 3 de octubre de 1990.

### Abandono de la frontera

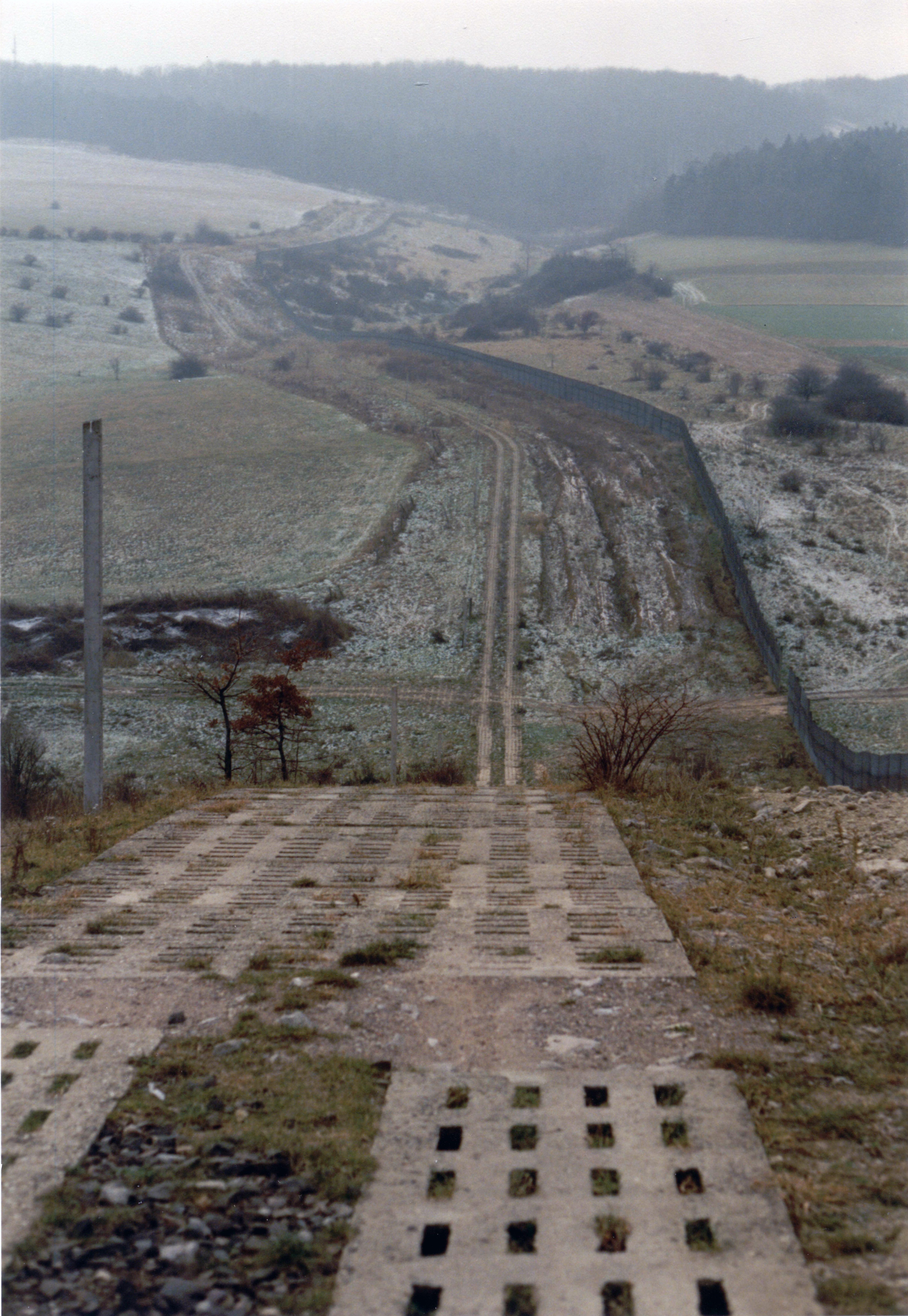
La frontera abandonada en Turingia, diciembre de 1990

Las fortificaciones fronterizas fueron progresivamente desmanteladas y finalmente abandonadas en los meses siguientes el tiempo de su apertura. Docenas de nuevos cruces se abrieron en febrero de 1990 y los guardias no llevaban armas ni hacían mucho esfuerzo para revisar pasaportes. Los números de guardias se redujeron rápidamente; la mitad fueron despedidos dentro de los cinco meses de la apertura. El 1.º de julio de 1990, la frontera fue abandonada y la Grenztruppen fue abolida oficialmente; todos menos 2000 de ellos fueron despedidos o trasladados a otros puestos de trabajo.
La Bundeswehr encomendó a los guardias fronterizos restantes y otros exsoldados de la NVA la tarea de despejar las fortificaciones, la cual fue completada en 1994. La escala de la tarea fue inmensa, involucrando el despeje de las fortificaciones y la reconstrucción de carreteras y líneas de ferrocarril. Una seria complicación fue la presencia de minas antipersonales a lo largo de la frontera. Aunque se suponía que los 1,4 millones de minas plantadas por la RDA fueron retirados en los 80's, resultó que 34.000 minas no fueron contabilizadas. 1100 minas adicionales fueron encontradas y retiradas después de la reunificación a un costo de más de 250 millones de marcos, en un programa finalizado en 1995.
La tarea de los limpiadores de la frontera fue extraoficialmente ayudada por civiles de ambos lados de la antigua frontera, quienes utilizaron cercas, alambre y bloques de concreto para reparaciones domésticas. Mucho de la cerca fue vendido a una compañía chatarrera del oeste. Grupos ambientalistas emprendieron un programa de reforestar la frontera, plantando nuevos árboles y sembrando césped para rellenar el área despejada a lo largo de la línea.

## La frontera en la actualidad
Muy poco queda de las instalaciones a lo largo de la antigua frontera interalemana. Al menos 30 museos públicos, privados y municipales a lo largo de la antigua línea exhiben equipos y otros artefactos relativos a la frontera. Entre los sitios conservados están varias decenas de torres de vigilancia, tramos cortos de la cerca e instalaciones asociadas (algunos de los cuales han sido reconstruidos), secciones de la pared todavía in situ en Hötensleben y Mödlareuth, y una serie de edificios relacionados con la frontera, tales como el punto de cruce de la RDA en Marienborn.
Secciones sustanciales del Kolonnenweg permanecen en su lugar para servir como caminos agrícolas y caminos forestales de acceso, aunque las zanjas, cercas y otros obstáculos se han eliminado casi por completo. Obras de arte, piedras conmemorativas, monumentos y señales se han erigido en muchos puntos a lo largo de la antigua frontera con motivo de su apertura, para recordar a las víctimas y para registrar la división y la reunificación de Alemania.
El cierre de la frontera durante casi 40 años ha creado un refugio para la vida silvestre en algunos lugares. Aunque partes de la parte germano-oriental de la frontera fueron cultivadas, la agricultura intensiva del tipo practicado en otras partes de Alemania estuvo ausente y grandes áreas permanecieron intocables para la agricultura. Los conservacionistas se dieron cuenta en la década de 1970 que la frontera se había convertido en un refugio para especies raras de animales y plantas. Sus hallazgos llevaron al gobierno de Baviera a comenzar un programa de compra de tierras a lo largo de la frontera para asegurar su protección contra el desarrollo.
En diciembre de 1989, solo unos meses después de la apertura de la frontera, conservacionistas de Alemania Oriental y Occidental se reunieron para elaborar un plan para establecer un "Cinturón alemán Verde" (Grünes Band Deutschland) extendiéndose desde el Mar Báltico hasta la frontera checa. El Bundestag votó por unanimidad en diciembre de 2004 para extender la protección federal para el Cinturón Verde e incorporarlo en el "Cinturón Verde Europeo" el cual se desarrolla a lo largo de los 6800 kilómetros de longitud de la antigua Cortina de Hierro. El Cinturón Verde alemán ahora vincula 160 parques naturales, 150 áreas de flora y fauna, tres reservas de la biosfera de la UNESCO y el parque nacional de las montañas de Harz. Es el hogar de una gran variedad de especies que son raras en otras partes de Alemania, incluyendo el gato montés, la cigüeña negra, la nutria y musgos y orquídeas raras. La mayoría de los Milanos reales de Alemania —más de la mitad de los 25.000 que viven en Europa— viven a lo largo de la antigua frontera. El Bund Naturschutz, uno de los mayores grupos de conservación de Alemania, está haciendo campaña para extender el área dentro del Cinturón Verde designada como zonas de conservación de la naturaleza.

#### Libros
- Adam, Thomas (2005). Germany and the Americas: culture, politics, and history. Santa Barbara, CA: ABC-CLIO. ISBN 9781851096282.
- Allinson, Mark (2000). Politics and popular opinion in East Germany, 1945–68. Manchester: Manchester University Press. ISBN 9780719055546.
- August, Oliver (1999). Along the Wall and Watchtowers. Londres: Harper Collins. ISBN 0002570432.
- Baker, Frederick (2004). «The Berlin Wall».  En Ganster, Paul; Lorey, David E, eds. Borders and border politics in a globalizing world. Lanham, MD: Rowman & Littlefield. ISBN 9780842051040.
- Bailey, Anthony (1983). Along the edge of the forest. Londres: Faber & Faber. ISBN 0571131956.
- Berdahl, Daphne (1999). Where the world ended: re-unification and identity in the German borderland. Berkeley, CA: University of California Press. ISBN 0520214773.
- Buchholz, Hanns (1994). «The Inner-German Border».  En Grundy-Warr, Carl, ed. Eurasia: World Boundaries Volume 3. World Boundaries (ed. Blake, Gerald H.). Londres: Routledge. ISBN 0415088348.
- Buckley Jr, William F. (2004). The fall of the Berlin Wall. Turning Points in History. Hoboken, NJ: John Wiley & Sons. ISBN 9780471267362.
- Childs, David (2001). The fall of the GDR. Londres: Pearson Education Ltd. ISBN 0582315689.
- Cramer, Michael (2008). German-German Border Trail. Rodingersdorf: Esterbauer. ISBN 9783850002547.
- Dale, Gareth (2005). Popular protest in East Germany, 1945–1989. Londres: Routledge. ISBN 9780714654089.
- Dennis, Mike (2000). The Rise and Fall of the German Democratic Republic, 1945–90. Harlow: Longman. ISBN 9780582245624.
- Detjen, Marion (2006). «Die propagandistische Ausrichtung der Strafverfolgung von Fluchthelfern in der DDR und ihre Wirkung im Westen».  En Marxen, Klaus; Weinke, Annette, eds. Inszenierungen des Rechts: Schauprozesse, Medienprozesse und Prozessfilme in der DDR. BWV Verlag. ISBN 9783830512431.
- Faringdon, Hugh (1986). Confrontation: the Strategic Geography of NATO and the Warsaw Pact. Londres: Routledge & Kegan Paul Books. ISBN 0710206763.
- Freytag, Konrad (1996). «Germany's Security Policy and the Role of Bundeswehr in the Post-Cold War Period».  En Trifunovska, Snežana, ed. The Transatlantic Alliance on the Eve of the New Millennium. The Hague: Martinus Nijhoff Publishers. ISBN 9789041102430.
- Fröhling, Wolf Amadeus (2007). Ick ooch: meine 20 Jahre DDR und die Folgen. Kampehl: Dosse. ISBN 9783981127935.
- Gleye, Paul (1991). Behind the wall: an American in East Germany, 1988–89. Carbondale, IL: SIU Press. ISBN 9780809317431.
- Gordon, Joseph S. (1988). «East German psychological operations: a 1965 case study».  En Gordon, Joseph S, ed. Psychological operations: the Soviet challenge. Boulder, CO: Westview Press. ISBN 9780813373959.
- Gress, David (1985). Peace and survival: West Germany, the peace movement, and European security. Stanford, CA: Hoover Press. ISBN 9780817980917.
- Hertle, Hans-Hermann (2007). The Berlin Wall: Monument of the Cold War. Berlin: Ch. Links Verlag. ISBN 9783861534631.
- James, Howard (1992). «Introduction».  En James, Howard; Stone, Marla, eds. When the Wall came down: reactions to German unification. Londres: Routledge. ISBN 9780415905909.
- Jarausch, Konrad Hugo (1994). The rush to German unity. Nueva York: Oxford University Press US. ISBN 9780195085778.
- Kindermann, Gottfried Karl (1994). «Chapter 12: Recent ROC-PRC unification policies in the light of the German experience».  En Lin, Bih-jaw; Myers, James T, eds. Contemporary China and the changing international community. Columbia, SC: University of South Carolina Press. ISBN 9781570030246.
- Koop, Volker (1996). "Den Gegner vernichten": die Grenzsicherung der DDR. Bonn: Bouvier. ISBN 9783416026338.
- Ladd, Brian (1998). The ghosts of Berlin: confronting German history in the urban landscape. Chicago: University of Chicago Press. ISBN 9780226467627.
- Ladd, Brian (2004). The companion guide to Berlin. Rochester, NY: Boydell & Brewer. ISBN 9781900639286.
- Lapp, Peter Joachim (1986). Frontdienst im Frieden, die Grenztruppen der DDR: Entwicklung, Struktur, Aufgaben. Koblenz: Bernard & Graefe. ISBN 9783763753482.
- Loth, Wilfred (2004). Europe, Cold War and coexistence, 1953–1965. Londres: Routledge. ISBN 9780714654652.
- Maddrell, Paul (2006). Spying on Science: Western Intelligence in Divided Germany 1945–1961. Oxford: Oxford University Press. ISBN 0199267502.
- McAdams, James A. (1985). East Germany and detente: building authority after the wall. Cambridge: Cambridge University Press. ISBN 9780521268356.
- McDougall, Alex (2004). Youth Politics in East Germany: The Free German Youth Movement 1946–1968. Oxford: Clarendon Press. ISBN 0199276277.
- Meyer, Michael (2009). The Year that Changed the World. Nueva York: Scribner. ISBN 9781416558453.
- Moncourt, André; Smith, J. (2009). The Red Army Faction, a Documentary History: Volume 1: Projectiles for the People. Oakland, CA: PM Press. ISBN 9781604860290.
- Morris, Jan (1997). Fifty years of Europe: an album. Nueva York: Villard. p. 71. ISBN 9780679416104.
- Müller-Enbergs, Helmut (1988). «Innere Sicherheit: Grenztruppen, MfS, Volkspolizei, Wehrerziehung and Zivilschutz».  En Judt, Matthias, ed. DDR-Geschichte in Dokumenten. Ch. Links Verlag. ISBN 9783861531425.
- Nothnagle, Alan L. (1990). Building the East German myth: historical mythology and youth propaganda in the German Democratic Republic. Ann Arbor: University of Michigan Press. ISBN 0472109464.
- Osmańczyk, Edmund Jan; Mango, Anthony (2004). «Allied Control Council for Germany». Encyclopedia of the United Nations and international agreements, volume 1. Nueva York: Routledge. ISBN 0415939216.
- Ritter, Jürgen; Lapp, Peter Joachim (2007). Die Grenze: ein deutsches Bauwerk. Berlin: Ch. Links Verlag. ISBN 9783861534655.
- Rodden, John (2002). Repainting the little red schoolhouse: a history of Eastern German education, 1945-1995. Nueva York: Oxford University Press US. ISBN 9780195112443.
- Rottman, Gordon L. (2008). The Berlin Wall and the Intra-German border 1961–89. Fortress 69. Oxford: Osprey. ISBN 9781846031939.
- Schweitzer, Carl Christoph (1995). Politics and government in Germany, 1944–1994: basic documents. Providence, RI: Berghahn Books. ISBN 9781571818553.
- Sebasteyen, Victor (2009). Revolution 1989: the Fall of the Soviet Empire. Londres: Weidenfeld & Nicolson. ISBN 9780297852230.
- Shackley, Theodore; Finney, Richard A (2005). Spymaster: my life in the CIA. Dulles, VA: Brassey's. ISBN 9781574889154.
- Shears, David (1970). The Ugly Frontier. Londres: Chatto & Windus. OCLC 94402.
- Stacy, William E. (1984). US Army Border Operations in Germany. US Army Military History Office. OCLC 53275935. Archivado desde el original el 6 de noviembre de 2010. Consultado el 22 de diciembre de 2009.
- Stokes, Raymond G. (2000). Constructing socialism: technology and change in East Germany 1945–1990. Baltimore: Johns Hopkins University Press. ISBN 9780801863912.
- Weber, Jürgen (2004). Germany, 1945–1990: a parallel history. Budapest: Central European University Press. ISBN 9789639241701.
- Weinberg, Gerhard (1995). A world at arms: a global history of World War II. Cambridge: Cambridge University Press. ISBN 0521558794.

#### Noticias
- Anderson, Jack (14 de junio de 1964). «Why Have U.S. Army Men In Europe Defected Behind The Iron Curtain?». St. Petersburg Times. Consultado el 25 de octubre de 2009. (enlace roto disponible en Internet Archive; véase el historial, la primera versión y la última).
- Buschschluter, Siegfried (11 de octubre de 1981). «Trade in human beings costs Bonn dear». Guardian Weekly.
- Cowell, Alan (12 de septiembre de 1996). «Beside the Autobahn, a Cold-War Memory Lane». The New York Times.
- Czuczka, Tony (13 de enero de 2000). «Last East German communist boss going to jail unrepentant». Associated Press.
- Evans, Michael (15 de febrero de 1990). «Border watchdog, Thomas Jones, completes 30-year patrol». The Times.
- Fowle, Farnsworth (8 de febrero de 1981). «Dresden's Salvaged Treasures». The New York Times.
- Hall, Allan (19 de mayo de 2008). «Cold War legacy a haven for nature». The Age.
- Hooper, John (7 de agosto de 2001). «East Germany jailed 75,000 escapers». The Guardian. Consultado el 25 de octubre de 2009.
- Jackson, James O. (12 de febrero de 1990). «The Revolution Came From the People». Time. Archivado desde el original el 1 de diciembre de 2007. Consultado el 25 de octubre de 2009.
- Jacoby, Jeff (8 de noviembre de 1989). «The Wall came tumbling down». Boston Globe.
- Kellerhoff, Sven Felix; Banse, Dirk (11 de agosto de 2007). «"Zögern Sie nicht mit der Schusswaffe!"». Berliner Morgenpost. Archivado desde el original el 10 de marzo de 2012. Consultado el 25 de octubre de 2009.
- Koenig, Robert L. (22 de abril de 1990). «Unity replaces fence – German social, economic barriers next to fall». St. Louis Post-Dispatch.
- Maguire, Helen (20 de octubre de 2009). «Leaving East Germany - as easy as Alpha, Bravo, Charlie?». Deutsche Presse-Agentur. Archivado desde el original el 27 de octubre de 2009. Consultado el 25 de octubre de 2009.
- McCartney, Robert J. (16 de abril de 1988). «E. Germany Relaxes Curbs on Working Citizens' Visits to West». The Washington Post.
- Mielke, Michael (6 de mayo de 2002). «Der Fall Gartenschläger». Berliner Morgenpost. Archivado desde el original el 10 de marzo de 2012. Consultado el 9 de agosto de 2009.
- Mulligan, Hugh A. (28 de octubre de 1976). «East German border appearance has changed». The Bulletin. The Associated Press. Consultado el 3 de agosto de 2009.
- Paterson, Tony (17 de mayo de 2009). «From Iron Curtain to Green Belt». Independent On Sunday.
- Staff (7 de agosto de 2001). «Scale of East German exodus revealed». BBC. Consultado el 4 de agosto de 2009.
- Staff (9 de agosto de 2005). «More Than 1,100 Berlin Wall Victims». Deutsche Welle. Consultado el 8 de agosto de 2009.
- Staff (2 de noviembre de 2006). «"We Were Told to Stop Trespassing at All Costs"». Deutsche Welle. Consultado el 25 de octubre de 2009.
- Staff (3 de septiembre de 1987). «East German defector seventh since Saturday». Gainesville Sun. The Associated Press. Consultado el 25 de octubre de 2009.
- Staff (7 de julio de 1977). «Buff Boom». Los Angeles Times.
- Staff (13/14-10-1989). «Sie gaben ihr Leben für ihr Vaterland». Neues Deutschland.
- Staff (4 de agosto de 1971). «East German Doctor Swims To Freedom». St. Petersburg Times. United Press International (UPI). Consultado el 25 de octubre de 2009. (enlace roto disponible en Internet Archive; véase el historial, la primera versión y la última).
- Staff (28 de agosto de 1987). «Climber flees East Germany». Sunday Star-News. Consultado el 25 de octubre de 2009.
- Staff (18 de agosto de 1975). «Nudes warm up the Cold War». The Age.
- Staff (9 de junio de 1952). «'Forbidden Zone' Runs Across Opencast Site». The Manchester Guardian.
- Staff (7 de agosto de 1976). «East Germany Apologizes For Fatal Shooting of Italian». The New York Times.
- Staff (17 de septiembre de 1979). «Homemade balloon carries 8 to freedom». The Prescott Courier. Consultado el 25 de octubre de 2009.
- Staff (2 de julio de 1990). «Berlin reunites, borders fade». The Record (Bergen County).
- Staff (7 de julio de 1963). «Escape Into East Germany Not Blocked by Wire, Mines». The Spokesman-Review. The Associated Press. Consultado el 25 de octubre de 2009.
- Staff (30 de mayo de 2004). «History hits the wall – Tourists warm to Berlin's Cold War». The Sunday Telegraph (Londres).
- Staff (18 de septiembre de 2009). «Sonntagsreden am Todesstreifen?». Thüringen Journal (Mitteldeutscher Rundfunk). (enlace roto disponible en Internet Archive; véase el historial, la primera versión y la última).
- Staff (11 de julio de 1959). «Two Soldiers Go To E. Germany». The Times.
- Staff (21 de julio de 1962). «Baltic Coast Made Border Zone». The Times.
- Staff (11 de septiembre de 1964). «Two Families Flee From East Germany». The Times.
- Staff (13 de mayo de 1996). «Border "No Man's Land" Officially Declared Mine-Free». The Week in Germany (Nueva York: German Information Center).
- Thorson, Larry (11 de noviembre de 1995). «Former German border almost free of mines». Austin American-Statesman.
- Walmer, Tracy (14 de febrero de 1990). «Wall's fall coaxes 2nd deserter back». USA Today.